# Straßenbahn Ulm
Die Straßenbahn Ulm in der baden-württembergischen Stadt Ulm ging 1897 in Betrieb. Das 19,1 Kilometer lange und meterspurige Netz wird von der SWU Verkehr GmbH betrieben und besteht aus zwei Durchmesserlinien. Dabei verkehrt die Linie 1 von Söflingen im Westen bis Böfingen im Osten der Stadt, während die Linie 2 das Stadtgebiet in Nord-Süd-Richtung durchquert. Früher verkehrte die Straßenbahn außerdem auch in die bayerische Nachbarstadt Neu-Ulm.

## Geschichte

### Anfangsjahre und erste Netzerweiterungen

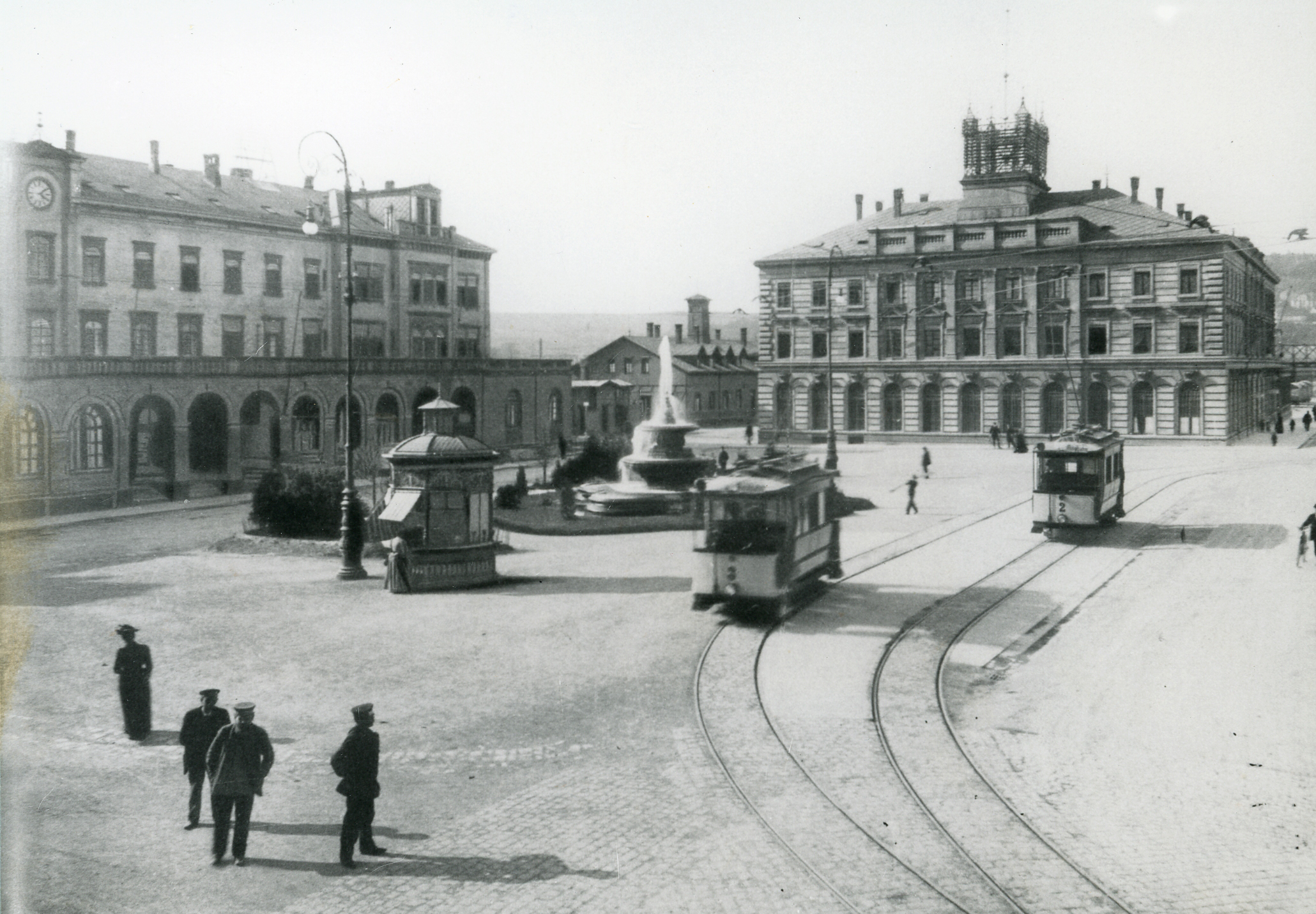
Bahnhofsvorplatz mit Straßenbahn, 1904

Karlstraße Ecke Gaisenbergstraße, Wagen 7 auf Linie 3 Richtung Stuttgarter Tor, um 1909

Gemeindeplatz Söflingen mit einem der nach 1925 beschafften Triebwagen

Am 15. Mai 1897 wurde die in Ulm und Neu-Ulm verlaufende Straßenbahn mit zwei Linien eröffnet. Eine Ringbahn verlief auf dem heutigen Inneren Ring von der Straßenbahnhalle Olgastraße über die Olgastraße, den Hauptbahnhof, Hirschstraße, Münsterplatz und die Frauenstraße zurück in die Olgastraße. Die zweite Linie verlief von Ulm nach Neu-Ulm, beginnend am Hauptbahnhof über die Hirschstraße, Münsterplatz, Herdbruckerstraße, Ludwig-Wilhelm-Brücke, Donauinsel, Marienstraße, Augsburger Straße, Ludwigstraße und Bahnhof Neu-Ulm.
Am 20. Oktober 1900 nahm mit der Platzgassenlinie eine dritte Straßenbahnlinie ihren Dienst auf. Diese führte vom Münsterplatz über die Platzgasse, Syrlinstraße und Karlstraße bis zur Kreuzung Karlstraße/Gaisenbergstraße. Die dortige Endstation wurde nach dem nahe gelegenen gleichnamigen Haltepunkt der Brenzbahn „Stuttgarter Tor“ genannt. Am 25. Juni 1904 wurde die Linienführung geändert und Liniennummern eingeführt. Die Linie 1 führte nun vom Hauptbahnhof Ulm durch die Olgastraße über das Frauentor bis zur Kreuzung Olgastraße/König-Wilhelm-Straße, ähnlich einem Teilstück des heutigen Verlaufs. Die Linie 2 verkehrte vom Hauptbahnhof Ulm über Hirschstraße, Münsterplatz, Lange Straße und Frauenstraße zum Frauentor, und die Linie 3 vom Bahnhof Neu-Ulm über die Ludwig-Wilhelm-Brücke, Herdbruckerstraße, Münsterplatz, Platzgasse, Syrlinstraße und Karlstraße zum Stuttgarter Tor.
Am 18. Oktober 1906 erhielt der 1905 eingemeindete Ortsteil Söflingen als Zugeständnis und Gegenleistung der Stadt Ulm hierfür neben der Kanalisation unter anderem auch einen Straßenbahnanschluss. Die bestehenden drei Linien wurden deshalb erneut verändert.
Die Linie 1 fuhr nun vom Bahnhof Neu-Ulm über die Ludwig-Wilhelm-Brücke, den Münsterplatz, den Hauptbahnhof Ulm und die Olgastraße zum Frauentor und zur Kreuzung Olgastraße/König-Wilhelm-Straße. Die Linie 2 fuhr vom Frauentor über die Lange Straße, den Münsterplatz, Platzgasse, Syrlinstraße, Karlstraße zum Stuttgarter Tor. Die teilweise neue Linie 3 („Söflinger Linie“) verkehrte vom Münsterplatz über die Hirschstraße, Glöcklerstraße, Zinglerstraße, Beyerstraße, Wagnerstraße über die Söflinger Straße zur evangelischen Christuskirche. Bereits am 19. Dezember 1907 wurde die Linie eingleisig ohne Schleife bis zum Söflinger Gemeindeplatz verlängert. Heute endet diese Linie als Linie 1 an der Leonhardskapelle zweigleisig mit Schleife.
1908 wurde eine Strecke durch König-Wilhelm-Straße und Karlstraße gebaut, die in der Olgastraße und bei der Haltestelle „Stuttgarter Tor“ an bestehende Strecken angeschlossen wurde.
Im Juli 1927 wurde eine Linienverlängerung vom Zundeltor zur Friedrichsau in Betrieb genommen.
Am 29. Oktober 1927 wurden neue Liniennummern mit neuen Linienführungen vergeben. Zudem bekam die bis dahin „Stuttgarter Tor“ genannte Haltestelle den neuen Namen „Ostbahnhof“, dafür wurde mit „Stuttgarter Tor“ nunmehr die Haltestelle an der Kreuzung Karlstraße/König-Wilhelm-Straße bezeichnet. Der Söflinger Streckenast bekam nun die Linienbezeichnung 1, die er bis heute behalten hat. Die Linie 1 startete damals am Stuttgarter Tor über die König-Wilhelm-Straße, Olgastraße, Frauenstraße, Lange Straße, Münsterplatz, Glöcklerstraße, Zinglerstraße, Beyerstraße, Wagnerstraße, Söflinger Straße zum Söflinger Gemeindeplatz. Die Linie 4 fuhr nun von der Friedrichsau über die Olgastraße zum Hauptbahnhof Ulm.
Am 18. Dezember 1927 wurde die Strecke der Linie 1 ab dem Stuttgarter Tor über die Stuttgarter-/Heidenheimer Straße bis zur Haltestelle „Krankenhaus“ am Anfang der Heidenheimer Straße verlängert.
Am 29. April 1928 tauschten die Linien 1 und 4 ihre östlichen Endhaltestellen. Die Linie 1 verlief nunmehr von der Friedrichsau aus über Talfinger Straße und Olgastraße, die Linie 4 von der Heidenheimer Straße über die König-Wilhelm-Straße zum Bahnhof Ulm.
Am 15. Juli 1928 wurde die Linie 4 ab dem Hauptbahnhof Ulm Richtung Kuhberg verlängert, sie nutzte dabei die neu gebaute Strecke in der heutigen Friedrich-Ebert-Straße und die neue Strecke von der Zinglerstraße zur Kreuzung Haßlerstraße/Römerstraße.

### Entwicklungen während des Zweiten Weltkriegs
Die Linie 3, die von der Heidenheimer Straße über das Stuttgarter Tor, Karlstraße, Syrlinstraße und Platzgasse zum Münsterplatz führte, wurde am 1. September 1939 eingestellt.
Während des Zweiten Weltkriegs wurden die Straßenbahntrassen bei einem alliierten Luftangriff am 17. Dezember 1944 schwer beschädigt. Dies führte zu vorübergehenden Betriebseinstellungen.
Der Betrieb der Linie 2, die vom Bahnhof Neu-Ulm über den Münsterplatz und die Hirschstraße zum Hauptbahnhof Ulm führte, wurde am 17. Dezember 1944 als Folge der alliierten Bombenangriffe eingestellt und später nicht wieder aufgenommen.
Der Betrieb der Linie 4 musste ebenfalls am 17. Dezember 1944 wegen der Kriegseinwirkungen zunächst eingestellt werden.
Am 24. Dezember 1944 konnte der Betrieb vom Bismarckring über die Wagnerstraße, Söflinger Straße und Söflinger Leonhardskapelle wieder aufgenommen werden, bis weitere Bombenangriffe im April 1945 auch diese Strecke lahmlegten. Diese Teilstrecke der Linie 1 von Söflingen bis Bismarckring konnte nach Kriegsende im Juli 1945 als erste wieder in Betrieb genommen werden, im August 1945 war dann die Fahrt bis zum Hauptbahnhof möglich. Im September 1945 fuhr auch wieder die Linie 4 von der Römerstraße bis zum Hauptbahnhof. Die Linie 1 konnte ab dem 28. Oktober 1945 wieder vollständig von Söflingen bis zur Heidenheimer Straße betrieben werden.

### Entwicklungen der Nachkriegszeit

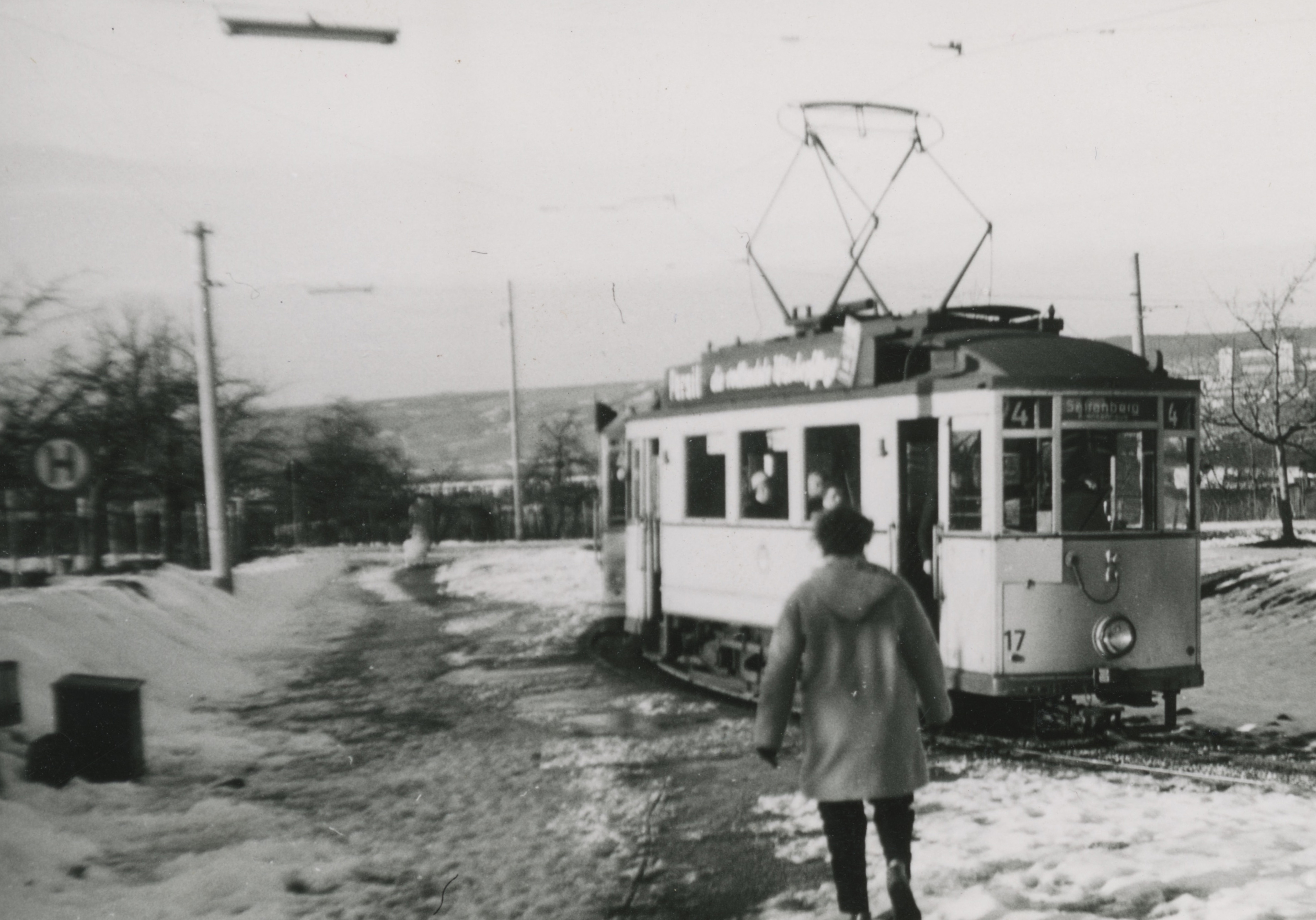
Wagen 17 der Straßenbahnlinie 4 an der Wendeschleife am Kuhberg Anfang der 1950er Jahre

Historischer Netzbildfahrschein

Als Ergänzung zur Ulmer Straßenbahn und als Ersatz für die im Krieg eingestellte Straßenbahnlinie 2 wurde am 14. Mai 1947 der Oberleitungsbus Ulm eingeführt. Es wurden zwei Linien betrieben, von denen die Linie 5 vom Neuen Friedhof zur Schützenstraße in Neu-Ulm und die Linie 6 vom Eselsberg über den Bahnhof Neu-Ulm zum Zundeltor in Ulm führte. Beide Linien bedienten den Ulmer Hauptbahnhof. Am 23. Oktober 1963 wurde der Oberleitungsbusbetrieb wieder eingestellt und durch Dieselbusse ersetzt.
1950 wurde am Kuhberg die Strecke von der Kreuzung Haßlerstraße/Römerstraße durch die Römerstraße bis zur neuen Endhaltestelle „Kaserne Kuhberg“ verlängert. 1951 wurde in der Heidenheimer Straße die Strecke von der Endhaltestelle „Krankenhaus“ bis zur unteren Einmündung der Steinhövelstraße verlängert, 1954 noch weiter zur neuen Endstation "Safranberg" vor der Gaststätte „Glockenhütte“ an der oberen Einmündung der Steinhövelstraße. Ebenfalls 1954 fuhr die Straßenbahn in der Stadtmitte nun durch die Neue Straße, die alte Strecke über Münsterplatz, Hirschstraße und Glöcklerstraße wurde abgebaut. 1955 wurde wieder eine Strecke vom heutigen Donaustadion in die Friedrichsau gebaut. Dabei wurde die zweigleisige Trasse getrennt; das Gleis Richtung Friedrichsau führte parallel zur Rußstraße, das stadteinwärts führende durch Wieland- und Thalfinger Straße. Die im Zwickel zwischen den beiden Richtungsgleisen liegende Wendeschleife am Stadion war weiterhin im Alltagsbetrieb Endhaltestelle, nur zu besonderen Veranstaltungen wurde weiter in die Friedrichsau gefahren.
1964 wurden die Strecke der Linie 1 durch Heidenheimer Straße und König-Wilhelm-Straße, der Streckenteil durch Frauenstraße und Neue Straße sowie die Strecke der Linie 4 Zinglerstraße – Haßlerstraße – Römerstraße – Kuhberg eingestellt und auf Omnibusbetrieb umgestellt. Damit halbierte sich auf einen Schlag die Länge der Ulmer Straßenbahn. Übrig blieb als einzige die neue Linie 1 von Söflingen über die Olgastraße zum Stadion, mit zeitweiliger Bedienung der Friedrichsau. Da die neubeschafften Esslinger Einrichtungs-Großraumwagen bislang auf der einzigen mit Wendeschleifen ausgestatteten Linie 4 im Einsatz waren und nun auf die verbliebene Linie 1 wechseln sollten, musste in Söflingen zuvor die heute noch bestehende Häuserblockschleife durch die Uhrenmachergasse erbaut werden, das bestehende Gleis durch die Neue Gasse diente nunmehr nur noch der Fahrt stadteinwärts.
Ab dem 29. Mai 1967 wurde die Linie 1 statt über die Zinglerstraße/Zinglerbrücke und den Bismarckring nun über das Ehinger Tor und durch die neu gebaute Unterführung unter den Bahngleisen geführt.
Anlässlich der Gartenschau 1980 begann 1979 ein Umbau der Strecke zwischen Stadion und Friedrichsau. Die Straßenbahn bekam eine neue zweigleisige Trasse parallel zur Rußstraße, womit das Richtung Söflingen führende Gleis durch die Wieland- und Talfinger Straße abgebaut werden konnte. In der Friedrichsau wurde die Trasse leicht verlegt, statt des Rasengleises entstand nun eine auch mit Omnibussen befahrbare Strecke entlang der Wielandstraße. Die neue Strecke wurde im April 1980 eingeweiht, seither fuhr die Linie 1 auch im Regelbetrieb bis zur Donauhalle.

### Gescheiterter Ausbau in den 1990er Jahren
In den 1990er Jahren wurde ein Ausbau der Straßenbahn auf Basis eines „Fünf-Linien-Konzepts“ angestrebt. Im Jahr 1999 kam es dann jedoch zum vorläufigen Ende dieser Entwicklung, als im Rahmen eines Bürgerentscheids der Bau einer zweiten Straßenbahnlinie von der Wissenschaftsstadt auf dem Ulmer Eselsberg in den südlich von Ulm/Neu-Ulm gelegenen Neu-Ulmer Stadtteil Ludwigsfeld mit 51 Prozent der Stimmen abgelehnt wurde. Diese Strecke bedient seit 2008 die Buslinie 5.
Obwohl der Bürgerentscheid damals am erforderlichen Quorum von 30 Prozent der Wählerstimmen klar scheiterte – die Wahlbeteiligung lag bei 45,5 Prozent, so dass keine der beiden Seiten die erforderliche Stimmenzahl erreichen konnte –, griff der Ulmer Gemeinderat das Fünf-Linien-Konzept in der Folgezeit nicht mehr auf.

### Verlängerung der Linie 1 nach Böfingen

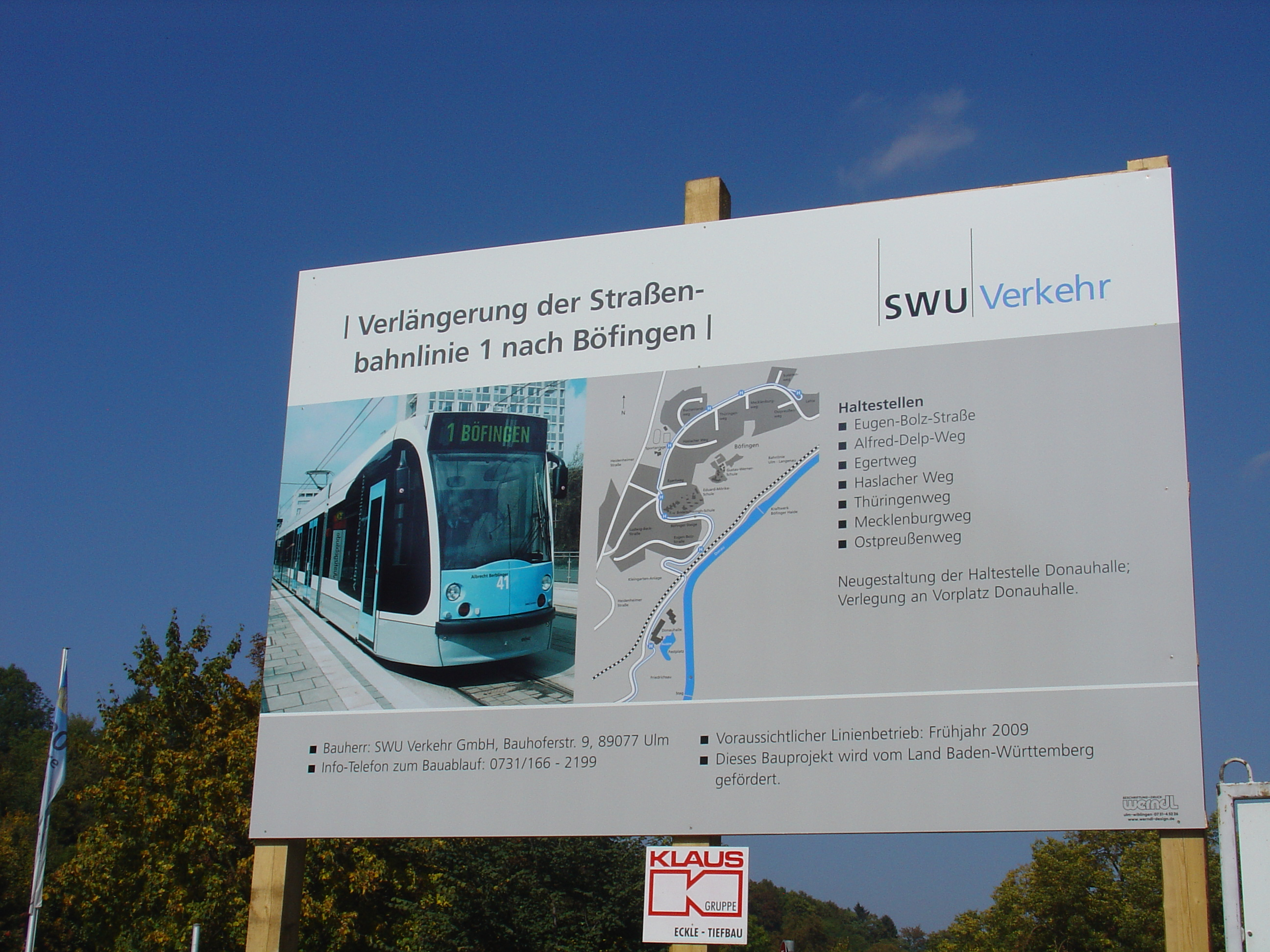
Bautafel zur Verlängerung der Linie 1 an der damaligen Endhaltestelle Donauhalle

Stattdessen wurde im Jahr 2000 beschlossen, eine Verlängerung der bestehenden Linie 1 in den Ulmer Stadtteil Böfingen zu untersuchen sowie den Straßenbahn-Wagenpark komplett zu erneuern. Nach dem am 22. August 2007 erfolgten Baubeginn des zwischenzeitlich beschlossenen Ausbaus der Linie 1 – der offizielle erste Spatenstich wurde am 28. August 2007 nachgeholt – wurde auch der Neubau weiterer Strecken wieder diskutiert. Im Gespräch waren eine Straßenbahnlinie auf den Eselsberg zur Universität sowie zum Schulzentrum auf dem Kuhberg. Auch auf Neu-Ulmer Seite werden wieder Überlegungen zum Bau einer Straßenbahnlinie angestellt, beispielsweise nach Ludwigsfeld. Die Befürworter des Straßenbahnausbaus, zu denen auch Ulms ehemaliger Oberbürgermeister Ivo Gönner zählt, führen als Argument unter anderem die Entlastung der teilweise im Fünf-Minuten-Takt verkehrenden Buslinien an. Seitens der Gegner eines Ausbaus wird oftmals auf die hohen Investitionskosten sowie die im Vergleich zu einem Busnetz geringere Flexibilität verwiesen.

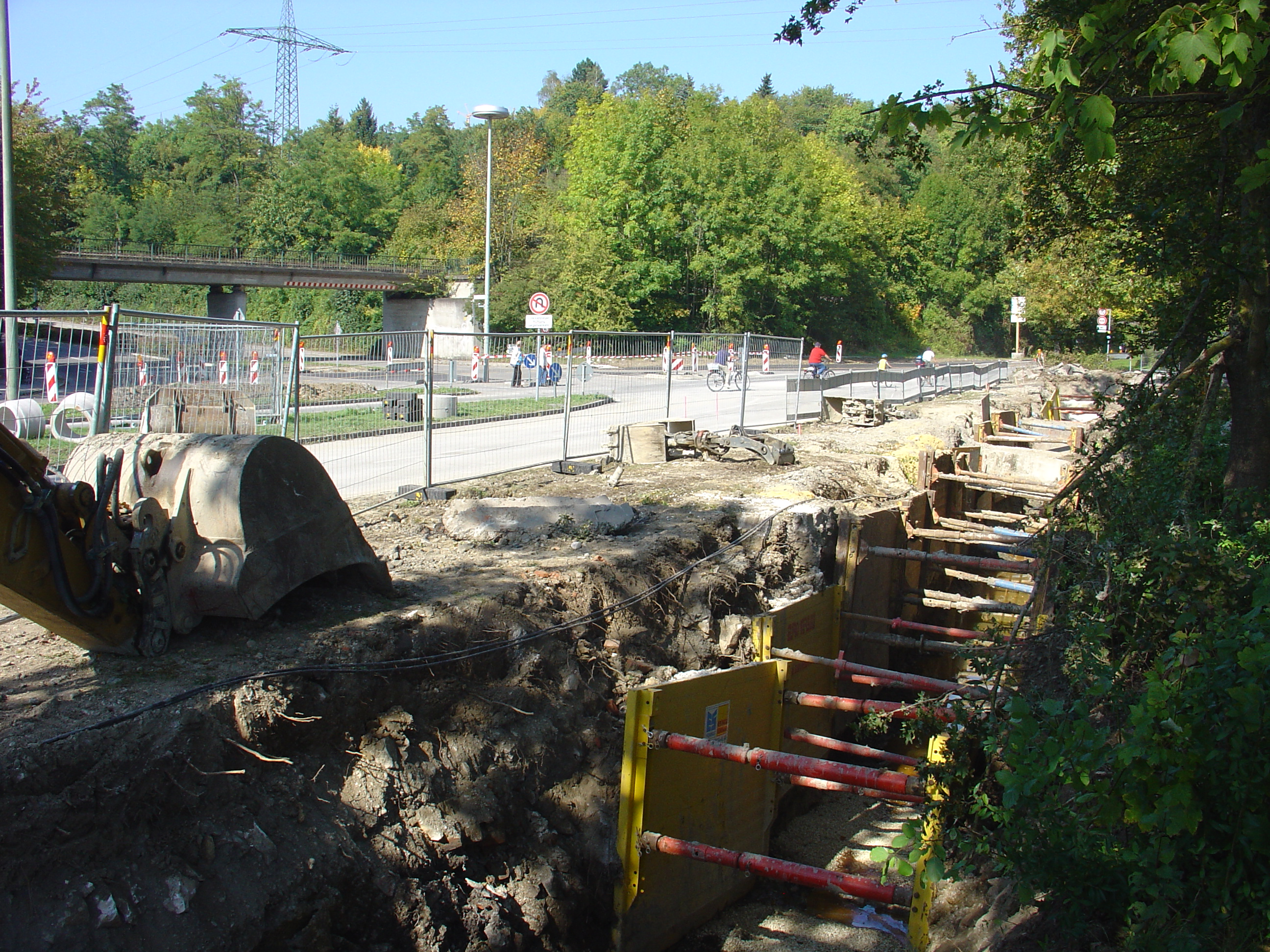
Bauarbeiten im Bereich Hoher Steg, um die Straßenbahntrasse nach links in die Böfinger Steige und unter der Brenzbahn nach Aalen hindurch zu führen

Die Verlängerung der von Söflingen zur Donauhalle verlaufenden Straßenbahnlinie 1 nach Böfingen wurde am 21. März 2009 in Betrieb genommen. Der 4,6 Kilometer lange Neubauabschnitt ist auf der gesamten Länge bis zur neuen Endhaltestelle Ostpreußenweg zweigleisig ausgeführt. Die Trassierung erfolgte in Seitenlage auf gleichem Höhenniveau zur parallel verlaufenden Straße. Entlang des Messegeländes ist die Straßenbahntrasse auf der Ostseite der Böfinger Straße gebaut. Im Bereich Hoher Steg quert die Trasse die Böfinger Straße, führt unter der Brenzbahn hindurch und ist im Anschluss bis zum Egertweg auf der östlichen Seite der Böfinger Steige geführt. Unmittelbar vor dem Egertweg wechselt die Trassierung auf die westliche Seite der Böfinger Steige und führt auf dieser Seite bis zur Wendeschleife am Ende der Neubaustrecke in Böfingen. Die beiden Straßenquerungen werden durch Ampelanlagen gesichert.
Der Streckenabschnitt entlang der Böfinger Steige weist auf etwa 300 Metern Länge eine Steigung von 7,7 Prozent auf und zählt damit zu den steilsten Straßenbahnstrecken Deutschlands.
Die Baumaßnahme umfasste die Erstellung sieben neuer Haltestellen sowie die Umgestaltung der damaligen Endhaltestelle Donauhalle. Im Einzelnen waren dies:
- Donauhalle (die bestehende Wendeschleife entfiel und wurde zurückgebaut, die Haltestelle selbst um circa 150 Meter nach Osten direkt vor den Haupteingang des Messegeländes verlegt)
- Eugen-Bolz-Straße
- Alfred-Delp-Weg
- Egertweg
- Haslacher Weg
- Thüringenweg
- Mecklenburgweg
- Ostpreußenweg

Als Ersatz für die Wendemöglichkeit an der Donauhalle wurde im Messebereich nördlich des Fertighauszentrums eine neue Wendeschleife eingerichtet.

### Neubau der Linie 2 zwischen Wissenschaftsstadt und Kuhberg

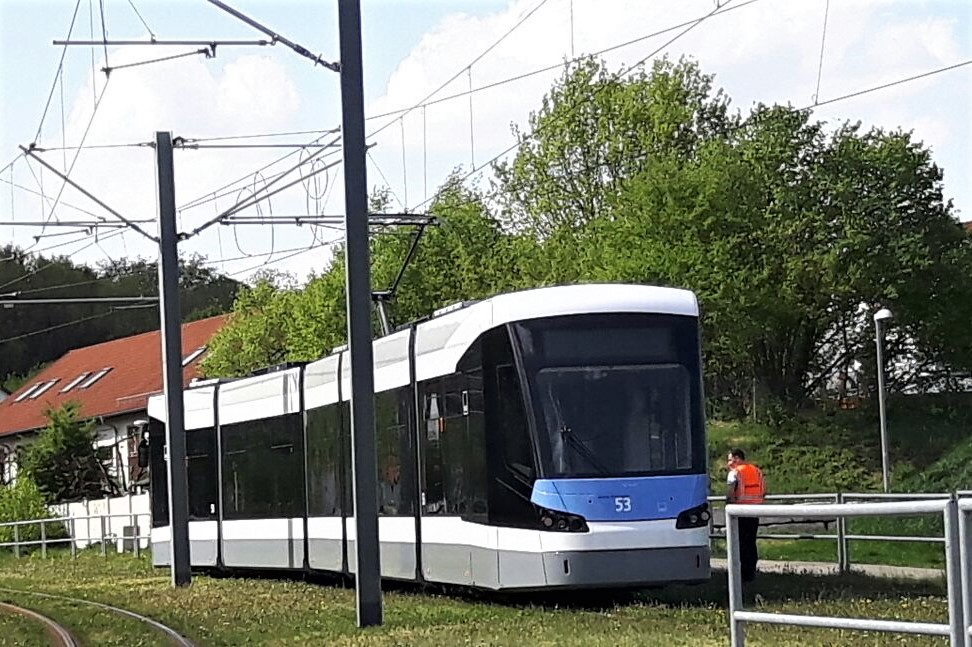
Wagen 53, einer der für die Linie 2 beschafften neuen Triebwagen von Typ Avenio M, bei einer Testfahrt im Bereich der Endhaltestelle „Ostpreußenweg“

Nach Verlängerung der Linie 1 nach Böfingen wurden die in den 1990er Jahren gescheiterten Planungen für eine Erweiterung der Ulmer Straßenbahn wieder aktuell. Konkret wurde eine neue Strecke von der Wissenschaftsstadt um die Universität auf dem Oberen Eselsberg im Norden zum Kuhberg im Süd-Westen der Stadt. Für diese wurde eine Kosten-Nutzen-Analyse nach der sogenannten standardisierten Bewertung erstellt, deren Ergebnisse im März 2011 bekannt gegeben wurden. Sie erbrachte für die Linienäste zur Wissenschaftsstadt und auf den Kuhberg Ergebnisse von mehr als 1,0 (dies ist Voraussetzung, um wichtige Fördergelder für den Bau der Strecke zu erhalten), für alle drei Varianten des ursprünglich vorgesehenen Linienastes nach Ludwigsfeld jedoch Werte niedriger als 1,0. Der Ulmer Gemeinderat beschloss daher am 30. März 2011, die Planung der neuen Linie 2 weiter voranzutreiben, und genehmigte am 18. Juli 2012 die Entwurfs- und Genehmigungsplanung. Am 21. Mai 2014 reichte das Land Baden-Württemberg den Antrag auf Förderung der geplanten Baukosten von 155 Millionen Euro beim Bund ein. Das Planfeststellungsverfahren wurde beim zuständigen Regierungspräsidium Tübingen für den nördlichen und den südlichen Streckenast getrennt beantragt. Der entsprechende Planfeststellungsbeschluss erging am 18. Juli 2014 für den Streckenast zum Kuhberg, am 22. Januar 2015 folgte der Beschluss für den Streckenast zur Wissenschaftsstadt.
Ende April 2015 gewährten das Bundesverkehrsministerium einen Zuschuss von rund 65 Millionen Euro aus den Mitteln zur Gemeindeverkehrsfinanzierung (GVFG) zu den inzwischen auf 192 Millionen Euro gestiegenen Baukosten sowie das Land Baden-Württemberg weitere 20 Millionen Euro. Die gesamten zuwendungsfähigen Kosten werden zu 60 Prozent vom Bund und jeweils zu 20 Prozent vom Land und der Stadt Ulm getragen.
Der Baubeginn erfolgte am 15. Oktober 2015, wobei aus Zeitgründen beide Streckenäste parallel gebaut wurden. Begonnen wurde mit der Nahverkehrsbrücke über die Bahnanlagen am Kienlesberg, die Anfang Oktober 2017 ihre endgültige Position erreichte. Der gleichzeitige Bau an beiden Streckenästen hatte durch zahlreiche Umleitungen, Straßensperrungen und vorübergehende Einbahnstraßenregelungen teilweise erhebliche Beeinträchtigungen des Straßenverkehrs im Stadtgebiet zur Folge. Die Baustellensituation wurde durch die während des Neubaus der Straßenbahnlinie beginnende bauliche Umgestaltung des Bahnhofsvorplatzes mit Neubau einer Tiefgarage noch verschärft.
Am 12. Juli 2016 wurde bekannt gegeben, dass im Bereich der Beyer- und der Römerstraße am Streckenast zum Kuhberg der Abwasserkanal der Entsorgungsbetriebe Ulm (EBU) außerplanmäßig ausgetauscht werden muss, da bei der Freilegung der Kanäle festgestellt wurde, dass die Bausubstanz tatsächlich weitaus schlechter als zunächst angenommen war. Weil die Kanäle in dem Bereich über 700 Meter direkt unter den Gleisen liegen, wurden sie sicherheitshalber komplett erneuert. Dadurch ergab sich eine Verlängerung der Bauzeit des Streckenastes zum Kuhberg von vier Monaten.
Im Februar 2017, etwa bei der Halbzeit der Bauarbeiten, wurde bekannt, dass sich die Baukosten um weitere 24 Millionen Euro erhöht hatten, wovon die Stadt Ulm zehn Millionen finanzieren musste. Dies bewilligte der Ulmer Gemeinderat einstimmig.
Am 12. September 2018 konnte mit der 270 Meter langen Straßenbahnbrücke von der Neutorstraße über die Bahnanlagen zum Kienlesberg das größte Einzelprojekt im Rahmen des Straßenbahnneubaus eröffnet werden. Das Bauwerk wurde auf den Namen „Kienlesbergbrücke“ getauft und kann neben der Straßenbahn auch von Fußgängern und Radfahrern genutzt werden. Die Baukosten für die 2.500 Tonnen schwere, markant geschwungene Stahlkonstruktion beliefen sich auf 20 Millionen Euro.
Die Gesamtkosten für die Linie 2 beliefen sich auf 270 Millionen Euro, davon 215 Millionen Euro für die Neubaustrecke, 21 Millionen Euro für den Betriebshof und 34 Millionen Euro für die zwölf neuen Fahrzeuge. Bund und Land bezahlten 122 Millionen Euro, die Stadt Ulm 107 Millionen Euro und die SWU Verkehr GmbH 41 Millionen Euro.
Die feierliche Eröffnung der Neubaustrecke erfolgte im Rahmen eines Aktionstages der SWU Verkehr GmbH am 8. Dezember 2018, unter anderem mit kostenlosen Fahrten auf der Linie 2. Die eigentliche Aufnahme des Linienbetriebs folgte einen Tag später zum Fahrplanwechsel am 9. Dezember. Die ursprünglich vorgesehene schrittweise Eröffnung der beiden Teiläste ab Sommer 2018 war zwischenzeitlich fallen gelassen worden. Gleichzeitig mit der Inbetriebnahme der Linie 2 wurden die Buslinien neu geordnet. So entfiel beispielsweise die bisherige Linie 3. Ihr nördlicher Streckenast zur Wissenschaftsstadt – der meistfrequentierte Abschnitt des Ulmer Liniennetzes – wurde durch die Linie 2 ersetzt, der südliche Ast nach Wiblingen durch die geänderte Linie 4.
Die neue Linie 2 ist insgesamt 9,3 Kilometer lang. Der bereits bestehende Abschnitt zwischen Theater und Ehinger Tor bildet nun eine gemeinsam mit der Linie 1 genutzte Stammstrecke. Die Linie 2 bedient 21 Haltestellen, von denen 18 neu gebaut und barrierefrei gestaltet wurden. Zusätzlich wurde die bereits bestehende Haltestelle „Theater“ auf die andere Seite der Theaterplatz-Kreuzung verlegt, um sie für beide Straßenbahnlinien nutzbar zu machen. Als Besonderheit werden die zusätzlichen Verstärkerfahrten der Linie 2 im Schüler- und Studentenverkehr planmäßig mit Omnibussen im Schienenersatzverkehr bedient, welche die Haltestelle Martin-Luther-Kirche nicht bedienen können.
In den ersten Betriebstagen der Linie 2 kam es zu unerwarteten Komplikationen durch fehlerhafte Ampel- und Weichenschaltungen, die zu teilweise gravierenden Verspätungen und Fahrtausfällen führten und auch das übrige Nahverkehrsnetz, insbesondere die Straßenbahnlinie 1, betrafen. Daher wurde vorübergehend der Betrieb der Linie 2 auf die Strecke vom Kuhberg zur Haltestelle Botanischer Garten beschränkt und ein Schienenersatzverkehr bis zur Endhaltestelle Science Park II eingerichtet. Außerdem wurde der Takt auf der Linie 2 von den ursprünglich vorgesehenen fünf Minuten auf zehn Minuten ausgedünnt. Die Situation wurde auch dadurch verschärft, dass an den neu gebauten Haltestellen der Linie 2 teilweise noch die Fahrgastinformations-Displays fehlten oder noch nicht in Betrieb waren und sich eine Information der Fahrgäste daher schwierig gestaltete.

### Mögliche Erweiterungen

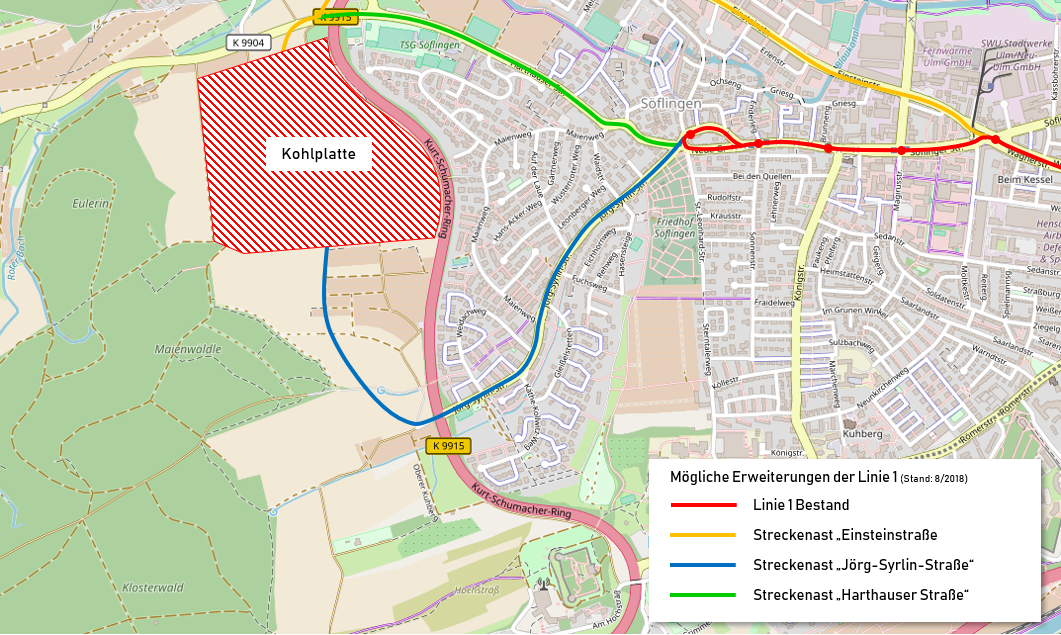
Mögliche Erweiterungen der Linie 1 zur Neubebauung auf der Kohlplatte

Zu Beginn des Jahres 2009 wurde der Bau einer neuen Straßenbahnlinie von der Wissenschaftsstadt über den Hauptbahnhof, die Neue Mitte Ulm, die Stadtmitte Neu-Ulm und das Wiley bis nach Ludwigsfeld diskutiert. Sogar ein späterer Weiterbau der Straßenbahn bis nach Senden wurde angedacht. Im Bereich der Neuen Mitte wurde während des Neubaus bereits ein getrennter Fahrweg für Busse eingerichtet, den auch die Straßenbahn benutzen würde.
Im Bereich des Neubaugebiets Lettenwald in Böfingen ist seit 2009 in der Otl-Aicher-Allee in Mittellage eine Trasse für eine Straßenbahn freigehalten, die Abzweigung würde sich an der Linie 1 zwischen den Haltestellen „Thüringenweg“ und „Mecklenburgweg“ befinden.
Eine Erweiterung der Linie 2 in den Science Park III wird trotz der Linienverkürzung mit Vorverlegung der Endhaltestelle im Science Park II weiter für möglich gehalten.
Weitere Linien, die nach Wiblingen, Neu-Ulm/Ludwigsfeld und Neu-Ulm/Pfuhl gebaut werden sollten, werden noch für spätere Erweiterungen offen gehalten. Ende 2012 wurde der Bau weiterer Straßenbahnlinien aufgrund ungeklärter Finanzierungsmöglichkeiten auf unbestimmte Zeit zurückgestellt. Die Förderung der Kosten durch den Bund wurde rückwirkend zum 1. Januar 2020 durch das 3. GVFG-Gesetz neu aufgestellt.
Im Rahmen der geplanten Neubebauung auf der Kohlplatte im Ulmer Westen wird eine Verlängerung der Linie 1 von Söflingen entweder über die Jörg-Syrlin-Straße oder über die Harthauser Straße zum Neubaugebiet untersucht. Außerdem wurde eine Trasse für eine Abzweigung von der Bestandsstrecke am Theodor-Heuss-Platz in die Einsteinstraße vorgeschlagen. Der Geschäftsführer der SWU Verkehr GmbH schätzte die Kosten pro Straßenbahnkilometer im August 2018 auf 10 bis 15 Millionen Euro. Aufgrund von Erschwernissen beim Grunderwerb wurde das Projekt Kohlplatte inklusive der Straßenbahnanbindung bis auf Weiteres zurückgestellt.
Im Rahmen der Fortschreibung des Masterplans Wissenschaftsstadt trat die Stadt Blaustein an Ulm heran, um eine Fortführung der Linie 2 vom späteren Endpunkt im Science Park III weiter nach Süden ins Blausteiner Baugebiet am Oberen Scheibenberg zu untersuchen. Das neue Wohnquartier für rund 3000 Einwohner und die Stadt Blaustein sollen dadurch besser an die Ulmer Wissenschaftsstadt angebunden werden. Eine Verlängerung der Linie 2 zuerst zum Oberen Scheibenberg und weiter in den Science Park III erreicht nach einer Untersuchung aus dem Jahr 2024 einen Nutzen-Kosten-Faktor von 1,11 und wäre somit förderfähig.
Im Juni 2019 votierte der Ulmer Stadtrat dafür, nach den Neu-Ulmer Kommunalwahlen 2020 eine Machbarkeitsstudie für den Bau einer Straßenbahnlinie nach Ludwigsfeld in Auftrag zu ergeben. Mit dem Wechsel an der Neu-Ulmer Rathausspitze (der bisherige Oberbürgermeister trat nicht erneut an) erhoffte man sich eine Aufgabe der bisherigen Blockadehaltung gegen die Straßenbahn. Zurückgestellt hat man hingegen eine Entscheidung über eine Linie nach Wiblingen. Auch die Gespräche mit der Stadt Blaustein über eine Verlängerung der Linie 2 sollen fortgeführt werden.
Die Neu-Ulmer Oberbürgermeisterin Katrin Albsteiger bekräftigte im Zuge des 125-jährigen Jubiläums der Straßenbahn Ulm den Wunsch nach einer Netzerweiterung nach Neu-Ulm. In einem Antrag an den Gemeinderat der Stadt Ulm hat sich auch die Ulmer Grüne Fraktion für die Prüfung einer Straßenbahnstrecke nach Ludwigsfeld ausgesprochen. Durch die überarbeiteten Kriterien der standardisierten Bewertung sei ein Erreichen des Nutzen-Kosten-Faktors von 1,0 für eine staatliche Förderung deutlich wahrscheinlicher geworden. Trotz dieser Interessensbekundungen wurden bisher von keiner Seite Informationen über Planungen zur Erweiterung der Straßenbahnlinien bekanntgegeben.

## Streckennetz

### Übersicht
Ab 1964 bestand die Straßenbahn Ulm 54 Jahre lang nur aus der Linie 1. Deren Strecke durchquert das Stadtgebiet als Durchmesserlinie und verläuft seit 2009 vom Stadtteil Söflingen im Westen durch die Innenstadt in den Stadtteil Böfingen im Nord-Osten. Die am 8. Dezember 2018 eröffnete Linie 2 verbindet den Kuhberg im Süd-Westen mit der Universität und der Wissenschaftsstadt auf dem Oberen Eselsberg im Norden.
| Linie | Verlauf                                | Haltestellen | Länge          | Fahrzeit   |
| ----- | -------------------------------------- | ------------ | -------------- | ---------- |
| 1     | Söflingen – Böfingen Ostpreußenweg     | 22           | 10,2 Kilometer | 30 Minuten |
| 2     | Kuhberg Schulzentrum – Science Park II | 21           | 9,3 Kilometer  | 28 Minuten |

Die Straßenbahn wird mit 750 Volt Gleichspannung betrieben. Die Stromversorgung stellen auf dem Kuhberg-Ast das bestehende Unterwerk „Ehinger Tor“ und das für die Linie 2 neu gebaute Unterwerk „Saarlandstraße“ sicher. Für die Neubaustrecke zum Oberen Eselsberg entstanden die Gleichrichterunterwerke „Heigeleshof“, „Lehrer Tal“, „Hasenkopf“, „Uni Süd“, „Helmholtzstraße“, „Uni West“, „Hochschule Ulm“ und „Science Park II“.

### Linie 1 (Söflingen – Böfingen)
| \| \| \| \| \| \| \| 0,0 \| Söflingen 8 9 11 \| Söflingen 8 9 11 \| \| \| \| Wendeschleife Söflingen \| \| \| \| 0,3 \| Sonnenstraße 8 9 11 \| Sonnenstraße 8 9 11 \| \| \| 0,5 \| Königstraße 8 11 \| Königstraße 8 11 \| \| \| 0,7 \| Magirusstraße 11 \| Magirusstraße 11 \| \| \| 1,0 \| Betriebshof \| Betriebshof \| \| \| 1,1 \| Theodor-Heuss-Platz 11 \| Theodor-Heuss-Platz 11 \| \| \| 1,5 \| Blücherstraße \| Blücherstraße \| \| \| \| Linie 2 zum Kuhberg \| \| \| \| 2,0 \| Ehinger Tor 2 4 7 10 11 12 \| Ehinger Tor 2 4 7 10 11 12 \| \| \| 2,3 \| Unterführung DB-Gleise (65 m) \| Unterführung DB-Gleise (65 m) \| \| \| 2,4 \| Friedrich-Ebert-Straße (aufgelassen 1992) \| Friedrich-Ebert-Straße (aufgelassen 1992) \| \| \| 2,7 \| Hauptbahnhof 2 5 6 7 10 \| Hauptbahnhof 2 5 6 7 10 \| \| \| 3,1 \| Theater 2 5 6 7 10 \| Theater 2 5 6 7 10 \| \| \| \| Linie 2 zur Wissenschaftsstadt \| \| \| \| \| Gleiswechsel (bei Störungen) \| \| \| \| 3,5 \| Justizgebäude \| Justizgebäude \| \| \| 4,0 \| Willy-Brandt-Platz 4 7 15 \| Willy-Brandt-Platz 4 7 15 \| \| \| 4,4 \| Staufenring \| Staufenring \| \| \| \| Zwischenwendeschleife Donaustadion \| \| \| \| 4,6 \| Donaustadion 6 \| Donaustadion 6 \| \| \| 5,1 \| Wohnpark Friedrichsau \| Wohnpark Friedrichsau \| \| \| 5,5 \| Donauhalle \| Donauhalle \| \| \| 6,3 \| Zwischenwendeschleife Donauhalle \| Zwischenwendeschleife Donauhalle \| \| \| 6,4 \| Unterführung Brenzbahn \| Unterführung Brenzbahn \| \| \| 7,0 \| Eugen-Bolz-Straße \| Eugen-Bolz-Straße \| \| \| 7,9 \| Alfred-Delp-Weg \| Alfred-Delp-Weg \| \| \| 8,3 \| Egertweg 4 15 \| Egertweg 4 15 \| \| \| 8,6 \| Haslacher Weg \| Haslacher Weg \| \| \| 9,2 \| Thüringenweg \| Thüringenweg \| \| \| 9,6 \| Mecklenburgweg \| Mecklenburgweg \| \| \| \| Wendeschleife Böfingen \| \| \| \| 10,2 \| Ostpreußenweg \| Ostpreußenweg \| \| \| \| \| \| |      |                                           |                                           |
| U-Bahn-Strecke von links · U-Bahn-Strecke von rechts |      |                                           |                                           |
| U-Bahn-Strecke · U-Bahn-Haltepunkt / Haltestelle | 0,0  | Söflingen 8 9 11                          | Söflingen 8 9 11                          |
| U-Bahn-Abzweig geradeaus und von links · U-Bahn-Strecke nach rechts |      | Wendeschleife Söflingen                   | Wendeschleife Söflingen                   |
| U-Bahn-Haltepunkt / Haltestelle | 0,3  | Sonnenstraße 8 9 11                       | Sonnenstraße 8 9 11                       |
| U-Bahn-Haltepunkt / Haltestelle | 0,5  | Königstraße 8 11                          | Königstraße 8 11                          |
| U-Bahn-Haltepunkt / Haltestelle | 0,7  | Magirusstraße 11                          | Magirusstraße 11                          |
| U-Bahn-Abzweig geradeaus, nach links und von links · U-Bahn-Betriebs-/Güterbahnhof Streckenende und quer | 1,0  | Betriebshof                               | Betriebshof                               |
| U-Bahn-Haltepunkt / Haltestelle | 1,1  | Theodor-Heuss-Platz 11                    | Theodor-Heuss-Platz 11                    |
| U-Bahn-Haltepunkt / Haltestelle | 1,5  | Blücherstraße                             | Blücherstraße                             |
| U-Bahn-Abzweig geradeaus, nach rechts und von rechts |      | Linie 2 zum Kuhberg                       | Linie 2 zum Kuhberg                       |
| U-Bahn-Haltepunkt / Haltestelle | 2,0  | Ehinger Tor 2 4 7 10 11 12                | Ehinger Tor 2 4 7 10 11 12                |
| U-Bahn-Kreuzung mit Eisenbahn geradeaus unten | 2,3  | Unterführung DB-Gleise (65 m)             | Unterführung DB-Gleise (65 m)             |
| ehemaliger U-Bahn-Haltepunkt / Haltestelle | 2,4  | Friedrich-Ebert-Straße (aufgelassen 1992) | Friedrich-Ebert-Straße (aufgelassen 1992) |
| U-Bahn-Haltepunkt / Haltestelle | 2,7  | Hauptbahnhof 2 5 6 7 10                   | Hauptbahnhof 2 5 6 7 10                   |
| U-Bahn-Haltepunkt / Haltestelle | 3,1  | Theater 2 5 6 7 10                        | Theater 2 5 6 7 10                        |
| U-Bahn-Abzweig geradeaus, nach links und von links |      | Linie 2 zur Wissenschaftsstadt            | Linie 2 zur Wissenschaftsstadt            |
| U-Bahn-Überleitstelle / Spurwechsel |      | Gleiswechsel (bei Störungen)              | Gleiswechsel (bei Störungen)              |
| U-Bahn-Haltepunkt / Haltestelle | 3,5  | Justizgebäude                             | Justizgebäude                             |
| U-Bahn-Haltepunkt / Haltestelle | 4,0  | Willy-Brandt-Platz 4 7 15                 | Willy-Brandt-Platz 4 7 15                 |
| U-Bahn-Haltepunkt / Haltestelle | 4,4  | Staufenring                               | Staufenring                               |
| |      | Zwischenwendeschleife Donaustadion        |                                           |
| U-Bahn-Haltepunkt / Haltestelle | 4,6  | Donaustadion 6                            | Donaustadion 6                            |
| U-Bahn-Haltepunkt / Haltestelle | 5,1  | Wohnpark Friedrichsau                     | Wohnpark Friedrichsau                     |
| U-Bahn-Haltepunkt / Haltestelle | 5,5  | Donauhalle                                | Donauhalle                                |
| | 6,3  | Zwischenwendeschleife Donauhalle          | Zwischenwendeschleife Donauhalle          |
| U-Bahn-Kreuzung mit Eisenbahn geradeaus unten | 6,4  | Unterführung Brenzbahn                    | Unterführung Brenzbahn                    |
| U-Bahn-Haltepunkt / Haltestelle | 7,0  | Eugen-Bolz-Straße                         | Eugen-Bolz-Straße                         |
| U-Bahn-Haltepunkt / Haltestelle | 7,9  | Alfred-Delp-Weg                           | Alfred-Delp-Weg                           |
| U-Bahn-Haltepunkt / Haltestelle | 8,3  | Egertweg 4 15                             | Egertweg 4 15                             |
| U-Bahn-Haltepunkt / Haltestelle | 8,6  | Haslacher Weg                             | Haslacher Weg                             |
| U-Bahn-Haltepunkt / Haltestelle | 9,2  | Thüringenweg                              | Thüringenweg                              |
| U-Bahn-Haltepunkt / Haltestelle | 9,6  | Mecklenburgweg                            | Mecklenburgweg                            |
| U-Bahn-Abzweig geradeaus und nach links · U-Bahn-Strecke von rechts |      | Wendeschleife Böfingen                    | Wendeschleife Böfingen                    |
| U-Bahn-Strecke · U-Bahn-Bahnhof | 10,2 | Ostpreußenweg                             | Ostpreußenweg                             |
| U-Bahn-Strecke nach links · U-Bahn-Strecke nach rechts |      |                                           |                                           |

Die Linie 1 beginnt in einer eingleisigen Wendeschleife inmitten des Stadtteils Söflingen im Westen des Stadtgebiets. Die Strecke verläuft zunächst im Straßenraum in Richtung Osten und passiert entlang der Söflinger Straße die Stationen „Sonnenstraße“ und „Königstraße“. Danach trennen sich die Straßenbahngleise von der Fahrspur für den Autoverkehr und liegen von dort an auf einem besonderen Bahnkörper in Straßenmittellage. Zwischen den Haltestellen „Magirusstraße“ und „Theodor-Heuss-Platz“ zweigt von der Strecke das Zufahrtsgleis zum Betriebshof der SWU Verkehr GmbH in der Bauhoferstraße ab. Die eigentliche Trasse der Linie 1 biegt am Theodor-Heuss-Platz, der bis 2013 den Namen Westplatz trug, nach rechts in die Wagnerstraße ab und verläuft weiterhin getrennt vom Straßenverkehr in Straßenmittellage in Richtung Osten. Auf Höhe des Finanzamtes trifft sie am dortigen Gleisdreieck auf die aus der Beyerstraße kommende Linie 2.
Die gemeinsame Stammstrecke der Linien 1 und 2 überquert dann den Bismarckring (Bundesstraße 10) und erreicht die Haltestelle „Ehinger Tor“. Neben dem Hauptbahnhof und dem Zentralen Omnibusbahnhof (ZOB) ist diese Station einer der zentralen Knotenpunkte des öffentlichen Personennahverkehrs in Ulm. Hier besteht ein Anschluss an die Stadtbuslinien 4, 7, 10, 11 und 12 sowie an zahlreiche weitere Regionalbuslinien. Nach der Haltestelle „Ehinger Tor“ werden die Straßenbahngleise auf einem getrennten Bahnkörper neben der Neuen Straße unter den Gleisanlagen des Ulmer Hauptbahnhofs hindurchgeführt. Sie verlaufen danach in Straßenmittellage entlang der Friedrich-Ebert-Straße zur Haltestelle „Hauptbahnhof“ zwischen dem Bahnhofsvorplatz und dem Zugang zur Fußgängerzone „Bahnhofstraße“. In diesem Bereich finden derzeit umfangreiche Baumaßnahmen im Zusammenhang mit der Umgestaltung des Bahnhofsvorplatzes und der Bahnhofspassage (mit Neubau einer Tiefgarage) und dem Bau des neuen Stadtquartiers „Sedelhöfe“ statt. Aus diesem Grund ist die Haltestelle provisorisch von ihrer ursprünglichen Lage weiter in Richtung Postgebäude verlegt worden.
Die Straßenbahngleise folgen dann weiter dem Innenstadtring auf die Olgastraße zur Haltestelle „Theater“. Diese Station wurde im Zuge des Neubaus der Linie 2 von ihrer ehemaligen Position vor der Bundesbank-Filiale auf die andere Seite der Theaterplatz-Kreuzung verlegt, um sie auch für die neue Straßenbahnlinie nutzbar zu machen. Im Bereich der Kreuzung zweigt wiederum an einem Gleisdreieck der nördliche Streckenast der Linie 2 zur Wissenschaftsstadt ab. Die Linie 1 verläuft weiter entlang der Olgastraße zur Haltestelle „Justizgebäude“. Dort verlässt die Strecke den eigenen Bahnkörper und verläuft nun wieder im Straßenraum. Nach der Kreuzung mit der Münchner Straße/König-Wilhelm-Straße trennen sich die Straßenbahngleise erneut vom Individualverkehr und verlaufen geradeaus auf einer asphaltierten Trasse, die gemeinsam mit den Buslinien genutzt wird, zur Haltestelle „Willy-Brandt-Platz“. Danach verläuft die Strecke wieder auf einem eigenen Gleiskörper neben der Friedrichsaustraße. Nach Passieren der Station „Staufenring“ befindet sich im Bereich der Kreuzung mit der Talfinger Straße die Zwischenwendeschleife Donaustadion. Ab der Haltestelle „Donaustadion“ verläuft die Strecke auf einem vollständig von der Straße unabhängigem Gleiskörper. Neben dem Tiergarten in der Friedrichsau folgen die Straßenbahngleise dann dem Verlauf der Wielandstraße. Hier endete bis 2009 die Linie 1 in einer gegen den Uhrzeigersinn befahrenen Wendeschleife an der Haltestelle „Donauhalle“. Die Wendeschleife wurde im Zuge der Verlängerung der Linie 1 nach Böfingen zurückgebaut, die Haltestelle weiter in Richtung Messegelände verlegt und die Strecke in einer S-Kurve an der Donauhalle vorbeigeführt.
Im Bereich des Messegeländes liegt die Trasse als Rasengleis östlich neben der Böfinger Straße. Nördlich der Musterhaussiedlung wurde als Ersatz für die weggefallene Wendeschleife an der Donauhalle eine neue Wendeschleife eingerichtet. Danach kreuzen die Straßenbahngleise von einer Ampelanlage gesichert die Böfinger Straße, werden unter den Bahngleisen der Brenzbahn hindurchgeführt und folgen danach auf einem eigenen Bahnkörper dem geschwungenen Verlauf der Böfinger Steige. Sie überwinden dabei einen Höhenunterschied von rund 90 Metern und passieren die Haltestellen „Eugen-Bolz-Straße“ und „Alfred-Delp-Weg“. Nach dem Anstieg erreicht die Strecke die Haltestelle „Egertweg“ – diese trägt im Liniennetz der Stadtbusse den Beinamen „Böfingen Süd“ – und wechselt danach von der östlichen auf die westliche Seite der Böfinger Steige. Von dort führt die Trassierung auf dieser Seite der Straße auf einem Rasengleis bis zur Wendeschleife an der Endhaltestelle „Ostpreußenweg“, die eingleisig gegen den Uhrzeigersinn befahren wird.

### Linie 2 (Kuhberg – Science Park II)
| \| \| \| \| \| \| \| 2,2 \| Kuhberg Schulzentrum 8 14 \| Kuhberg Schulzentrum 8 14 \| \| \| 2,1 \| Wendeschleife Kuhberg \| Wendeschleife Kuhberg \| \| \| 1,8 \| Gewerbeschulen Königstraße 8 \| Gewerbeschulen Königstraße 8 \| \| \| 1,4 \| Grimmelfinger Weg \| Grimmelfinger Weg \| \| \| 1,0 \| Saarlandstraße \| Saarlandstraße \| \| \| 0,5 \| Römerplatz \| Römerplatz \| \| \| 0,2 \| Martin-Luther-Kirche \| Martin-Luther-Kirche \| \| \| 0,0 \| Linie 1 nach Söflingen \| Linie 1 nach Söflingen \| \| \| \| Ehinger Tor 1 4 7 10 11 12 \| \| \| \| \| Unterführung DB-Gleise (65 m) \| \| \| \| \| Friedrich-Ebert-Straße (aufgelassen 1992) \| \| \| \| \| Hauptbahnhof 1 5 6 7 10 \| \| \| \| \| Theater 1 5 6 7 10 \| \| \| \| 0,0 \| Linie 1 nach Böfingen \| Linie 1 nach Böfingen \| \| \| 0,3 \| Stadtwerke 5 6 7 10 \| Stadtwerke 5 6 7 10 \| \| \| 0,6 \| Überführung DB-Gleise (270 m) \| Überführung DB-Gleise (270 m) \| \| \| 1,0 \| Unterführung Bundesstraße 10 \| Unterführung Bundesstraße 10 \| \| \| 1,2 \| Lehrer Tal 5 6 \| Lehrer Tal 5 6 \| \| \| 1,8 \| Multscherschule 5 \| Multscherschule 5 \| \| \| 2,5 \| Eselsberg Hasenkopf 6 8 \| Eselsberg Hasenkopf 6 8 \| \| \| 3,8 \| Universität Süd 5 8 13 \| Universität Süd 5 8 13 \| \| \| 4,2 \| Botanischer Garten 5 13 \| Botanischer Garten 5 13 \| \| \| 4,3 \| Zwischenwendeschleife Botanischer Garten \| Zwischenwendeschleife Botanischer Garten \| \| \| 4,6 \| Kliniken Wissenschaftsstadt 5 15 \| Kliniken Wissenschaftsstadt 5 15 \| \| \| 5,1 \| Universität West 5 15 \| Universität West 5 15 \| \| \| 5,5 \| Manfred-Börner-Straße 5 15 \| Manfred-Börner-Straße 5 15 \| \| \| 5,9 \| Hochschule 5 15 \| Hochschule 5 15 \| \| \| 6,6 \| Wendeschleife Wissenschaftsstadt \| Wendeschleife Wissenschaftsstadt \| \| \| 6,7 \| Science Park II 15 \| Science Park II 15 \| \| \| \| \| \| |     |                                           |                                           |
| U-Bahn-Strecke von links · U-Bahn-Strecke von rechts |     |                                           |                                           |
| U-Bahn-Strecke · U-Bahn-Bahnhof | 2,2 | Kuhberg Schulzentrum 8 14                 | Kuhberg Schulzentrum 8 14                 |
| U-Bahn-Abzweig geradeaus und von links · U-Bahn-Strecke nach rechts | 2,1 | Wendeschleife Kuhberg                     | Wendeschleife Kuhberg                     |
| U-Bahn-Haltepunkt / Haltestelle | 1,8 | Gewerbeschulen Königstraße 8              | Gewerbeschulen Königstraße 8              |
| U-Bahn-Haltepunkt / Haltestelle | 1,4 | Grimmelfinger Weg                         | Grimmelfinger Weg                         |
| U-Bahn-Haltepunkt / Haltestelle | 1,0 | Saarlandstraße                            | Saarlandstraße                            |
| U-Bahn-Haltepunkt / Haltestelle | 0,5 | Römerplatz                                | Römerplatz                                |
| U-Bahn-Haltepunkt / Haltestelle | 0,2 | Martin-Luther-Kirche                      | Martin-Luther-Kirche                      |
| U-Bahn-Abzweig geradeaus, nach links und von links | 0,0 | Linie 1 nach Söflingen                    | Linie 1 nach Söflingen                    |
| U-Bahn-Haltepunkt / Haltestelle |     | Ehinger Tor 1 4 7 10 11 12                | Ehinger Tor 1 4 7 10 11 12                |
| U-Bahn-Kreuzung mit Eisenbahn geradeaus unten |     | Unterführung DB-Gleise (65 m)             | Unterführung DB-Gleise (65 m)             |
| ehemaliger U-Bahn-Haltepunkt / Haltestelle |     | Friedrich-Ebert-Straße (aufgelassen 1992) | Friedrich-Ebert-Straße (aufgelassen 1992) |
| U-Bahn-Haltepunkt / Haltestelle |     | Hauptbahnhof 1 5 6 7 10                   | Hauptbahnhof 1 5 6 7 10                   |
| U-Bahn-Haltepunkt / Haltestelle |     | Theater 1 5 6 7 10                        | Theater 1 5 6 7 10                        |
| U-Bahn-Abzweig geradeaus, nach rechts und von rechts | 0,0 | Linie 1 nach Böfingen                     | Linie 1 nach Böfingen                     |
| U-Bahn-Haltepunkt / Haltestelle | 0,3 | Stadtwerke 5 6 7 10                       | Stadtwerke 5 6 7 10                       |
| U-Bahn-Kreuzung mit Eisenbahn geradeaus oben | 0,6 | Überführung DB-Gleise (270 m)             | Überführung DB-Gleise (270 m)             |
| U-Bahn-Strecke mit Straßenbrücke | 1,0 | Unterführung Bundesstraße 10              | Unterführung Bundesstraße 10              |
| U-Bahn-Haltepunkt / Haltestelle | 1,2 | Lehrer Tal 5 6                            | Lehrer Tal 5 6                            |
| U-Bahn-Haltepunkt / Haltestelle | 1,8 | Multscherschule 5                         | Multscherschule 5                         |
| U-Bahn-Haltepunkt / Haltestelle | 2,5 | Eselsberg Hasenkopf 6 8                   | Eselsberg Hasenkopf 6 8                   |
| U-Bahn-Haltepunkt / Haltestelle | 3,8 | Universität Süd 5 8 13                    | Universität Süd 5 8 13                    |
| U-Bahn-Haltepunkt / Haltestelle | 4,2 | Botanischer Garten 5 13                   | Botanischer Garten 5 13                   |
| | 4,3 | Zwischenwendeschleife Botanischer Garten  | Zwischenwendeschleife Botanischer Garten  |
| U-Bahn-Haltepunkt / Haltestelle | 4,6 | Kliniken Wissenschaftsstadt 5 15          | Kliniken Wissenschaftsstadt 5 15          |
| U-Bahn-Haltepunkt / Haltestelle | 5,1 | Universität West 5 15                     | Universität West 5 15                     |
| U-Bahn-Haltepunkt / Haltestelle | 5,5 | Manfred-Börner-Straße 5 15                | Manfred-Börner-Straße 5 15                |
| U-Bahn-Haltepunkt / Haltestelle | 5,9 | Hochschule 5 15                           | Hochschule 5 15                           |
| U-Bahn-Abzweig geradeaus und nach links · U-Bahn-Strecke von rechts | 6,6 | Wendeschleife Wissenschaftsstadt          | Wendeschleife Wissenschaftsstadt          |
| U-Bahn-Strecke · U-Bahn-Bahnhof | 6,7 | Science Park II 15                        | Science Park II 15                        |
| U-Bahn-Strecke nach links · U-Bahn-Strecke nach rechts |     |                                           |                                           |

Die 2018 in Betrieb genommene Linie 2 beginnt inmitten des „Schulzentrums Kuhberg“ in einer kombinierten Bus- und Straßenbahnwendeschleife mit zwei Gleisen vor dem Anna-Essinger-Gymnasium. Entlang dem Egginger Weg liegen die Gleise bis einschließlich der Haltestelle „Grimmelfinger Weg“ auf einem Rasengleiskörper nördlich der Straße. Durch die Römerstraße verläuft die Strecke dann im Straßenraum weiter in östlicher Richtung. Am Ende der Straße zweigt die Strecke nach Norden ab, um in Randlage entlang der Ehinger Anlage weiter zu verlaufen, wo die neue Haltestelle „Martin-Luther-Kirche“ entstand. An der Kreuzung Beyerstraße und Wagnerstraße trifft die Kuhberg-Strecke dann in einem Gleisdreieck auf die Bestandsstrecke der Linie 1, die bis zur Haltestelle „Theater“ als gemeinsame Stammstrecke genutzt wird.
Der Ast zur Wissenschaftsstadt zweigt auf der Theaterplatz-Kreuzung in die Neutorstraße ab. Nach Norden geht es auf eigenem Gleiskörper in Straßenmittellage über die Haltestelle „Stadtwerke“ in Richtung Bahnanlagen. Unmittelbar vor der bestehenden Straßenbrücke (Neutorbrücke) über die Gleise zweigt die Strecke vom Straßenverlauf der Neutorstraße ab, um über eine neu gebaute Straßenbahn- und Fußgängerbrücke – die Kienlesbergbrücke – den Gleisbereich schräg zu überqueren. In der Kienlesbergstraße, wo sich auch die Haltestelle „Lehrer Tal“ befindet, fährt die Linie 2 im Straßenraum. Im Mähringer Weg wechselt die Strecke im Bereich der Station „Multscherschule“ auf einen eigenen Rasengleiskörper in Straßenmittellage. Nach einem weiteren kurzen Abschnitt im Straßenraum entstand am Hasenkopf eine Haltestelle in Seitenlage, bevor die Strecke dem nördlichen, für Individualverkehr gesperrten Teil des Mähringer Wegs folgt und den Aufstieg zum Oberen Eselsberg in einem geschwungenen Bogen in Angriff nimmt. Südlich des Uni-Campus passiert die Straßenbahn die bereits vor dem Neubau bestehende, jedoch für die neue Linie 2 vollständig umgebaute Haltestelle „Universität Süd“, bevor die Strecke in östlicher Seitenlage am James-Franck-Ring weiter verläuft. In Höhe der Helmholtzstraße bedient sie die Haltestelle „Botanischer Garten“ (die wahrscheinlich höchste Straßenbahnhaltestelle Deutschlands), hinter der sich ein neu gebauter Kreisverkehr anschließt, der von aus der Stadt kommenden Straßenbahnen auch zum Wenden befahren werden kann.
Zur Wissenschaftsstadt weiter verkehrende Bahnen überqueren den Kreisverkehr schräg, um dann im Mittelstreifen der Albert-Einstein-Allee zwischen Bundeswehrkrankenhaus, Universität und Hochschule hindurch nach Südwesten zu verkehren. An einem weiteren, neu gebauten Kreisverkehr in Verlängerung der Lise-Meitner-Straße biegen die Straßenbahnen nach Norden ab, um dann weiterhin in Mittellage zur neuen Wendeschleife am „Science Park II“ zu gelangen, die gegen den Uhrzeigersinn befahren wird.

## Betriebsführung

### Verkehrsleitstelle
Die Verkehrsleitstelle der SWU Verkehr GmbH überwacht und steuert die gesamte Fahrzeugflotte der Straßenbahn- und Buslinien. Die Leitstelle ist im Drei-Schicht-Betrieb täglich von 3:30 Uhr bis 1:00 Uhr mit einem Disponenten besetzt. Durch Nutzung eines als „rechnergestütztes Betriebsleitsystem“ (RBL) bezeichneten EDV-Systems und mehrerer Straßenkameras an wichtigen Verkehrsknotenpunkten ist der diensthabende Leitstellenmitarbeiter jederzeit über den Betriebsablauf und mögliche Verspätungen informiert. Durch Infrarot-Sensoren entlang der Linien wird jedes Fahrzeug in Echtzeit auf fünf Meter genau geortet und als dynamische Grafik auf den Bildschirmen der Leitstelle dargestellt. Zudem steht jeder Bus und jede Straßenbahn über Funk mit der Verkehrsleitstelle in Verbindung. Dadurch kann der Disponent frühzeitig entstehende Verzögerungen erkennen und bei Bedarf auch steuernd in den Betriebsablauf eingreifen. Bei Betriebsstörungen (z. B. Verkehrsunfällen im Bereich von Bus- oder Straßenbahnlinien, kurzfristige Straßensperrungen) organisiert die Verkehrsleitstelle in Absprache mit dem Mitarbeiter der Verkehrsaufsicht vor Ort Umleitungen oder richtet einen Schienenersatzverkehr mit Bussen ein.
Neben ihrer Hauptaufgabe – der Koordinierung des Betriebsablaufs – leitet die Verkehrsleitstelle auch Meldungen über Unfälle und besondere Vorkommnisse an die Polizei weiter, nimmt Bestellungen für das Anruf-Sammel-Taxi „MobilSAM“ entgegen und organisiert die Rückgabe von in den Verkehrsmitteln der SWU Verkehr GmbH liegen gebliebenen Fundsachen.

### Betriebshof
Der Betriebshof der SWU Verkehr GmbH samt Zentralwerkstatt befindet sich in der Bauhoferstraße in der Weststadt. Das Zufahrtsgleis dorthin zweigt im Bereich des Theodor-Heuss-Platzes von der Strecke der Linie 1 ab. Die Anlage wurde aufgrund des Neubaus der Linie 2 für rund elf Millionen Euro um eine neue Wagenhalle im Norden des Geländes erweitert, gleichzeitig reduzierte sich die Zahl der dort beheimateten Linienbusse von 61 auf 49. Für die Straßenbahn entstand unter anderem ein Wendegleis und ein drittes Zufahrtsgleis zur Werkstatt.

### Fahrgastinformationssystem
Fast alle Haltestellen der Straßenbahn Ulm sind mit dynamischen Fahrgastinformations-Displays ausgestattet. Darauf werden die nächsten vier, an Umstiegshaltestellen mit vielen Linien die nächsten acht Abfahrten an der betreffenden Haltestelle angezeigt. Die Anzeiger bestehen aus einem mehrzeiligen LED-Display, auf dem mit weißer Schrift auf schwarzen Grund jeweils die Liniennummer, das Ziel, die Zeit bis zur voraussichtlichen Abfahrt (in Form von rücklaufenden Minuten) sowie die aktuelle Uhrzeit dargestellt werden. Daneben können bei Bedarf auch zusätzliche Informationen für die wartenden Fahrgäste (z. B. über Störungen im Betriebsablauf) als Laufschrift angezeigt werden.
Im Fahrzeug-Innenraum erfolgt die Fahrgastinformation über automatische Lautsprecherdurchsagen und vollgrafische TFT-Monitore. Auf den Monitoren werden jeweils die nächsten Haltestellen im Linienverlauf und kurz vor Erreichen der nächsten Haltestelle auch aktuelle Anschlussinformationen angezeigt. Außerdem werden die Monitore auch zu Werbezwecken genutzt.

### Abfertigungsverfahren

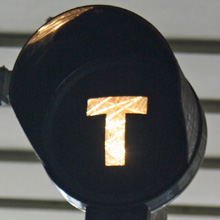
Signal A 1 („Türen schließen“)

Zur Erhöhung der Sicherheit bei der Abfertigung durch den Fahrer werden im Bereich der Haltestellen Bahnsteigbilder in den Fahrerraum übertragen. Bei hohem Fahrgastaufkommen kann der Fahrer einen Warnton beim Schließen der Türen oder Lautsprecheransagen wie „Bitte aufrücken und die Türbereiche freimachen“ aktivieren. An manchen Haltestellen (z. B. Willy-Brandt-Platz) erhält der Fahrer kurz bevor die Signalanlage die Fahrt freigibt zudem mit Hilfe des Abfertigungssignals A 1 die Anweisung, die Türen zu schließen.
Zu Stoßzeiten mit hohem Fahrgastaufkommen (z. B. im Schülerverkehr) werden die Straßenbahnfahrer an stark frequentierten Haltestellen (z. B. Hauptbahnhof, Ehinger Tor) bei der Abfertigung von Mitarbeitern der Verkehrsaufsicht und von Fahrausweisprüfern unterstützt, die vorübergehend die Aufsicht an den Bahnsteigen übernehmen.

## Fahrzeuge

### Hochflurwagen

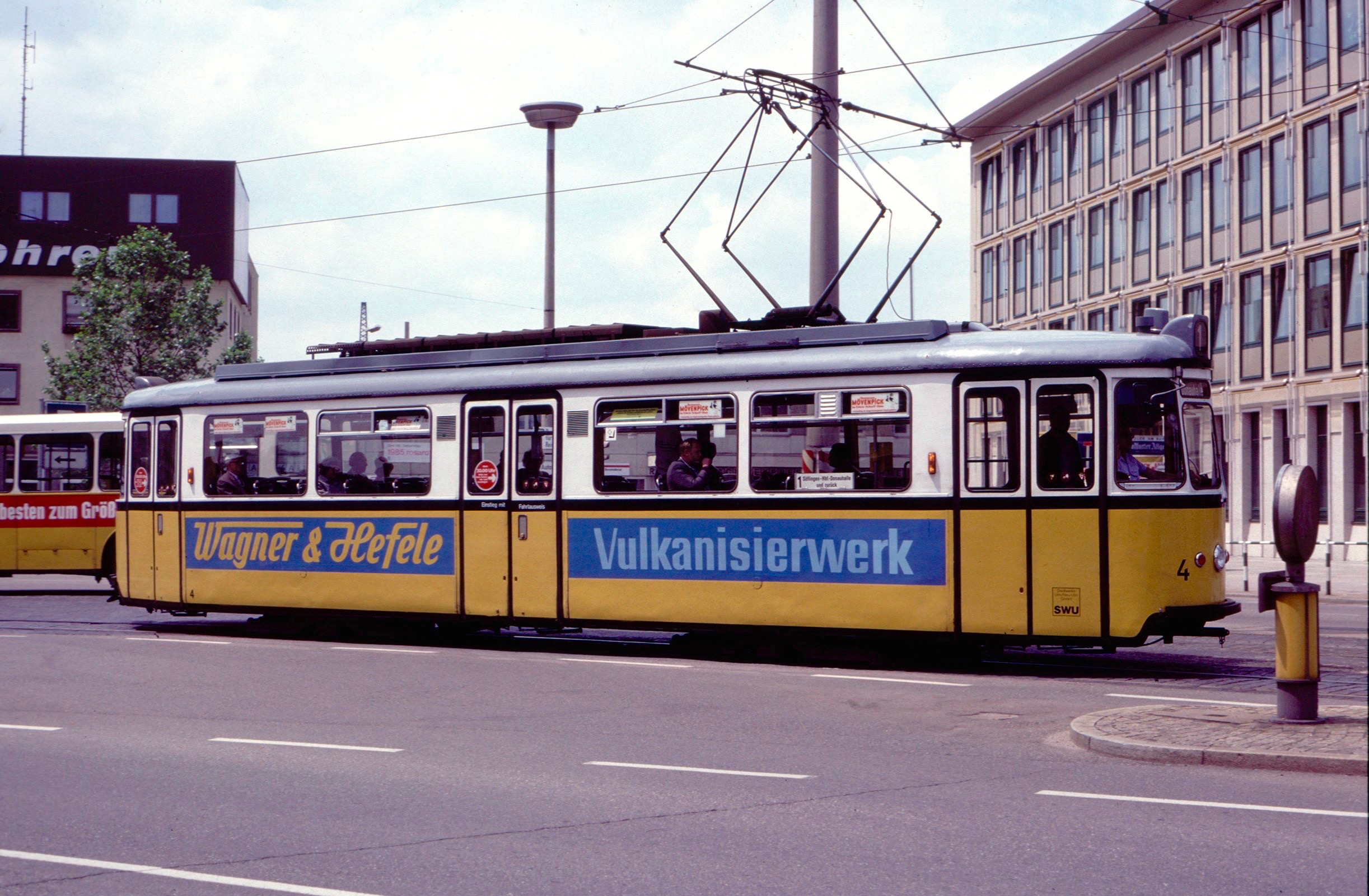
Großraumwagen Nummer 4 im Jahr 1985

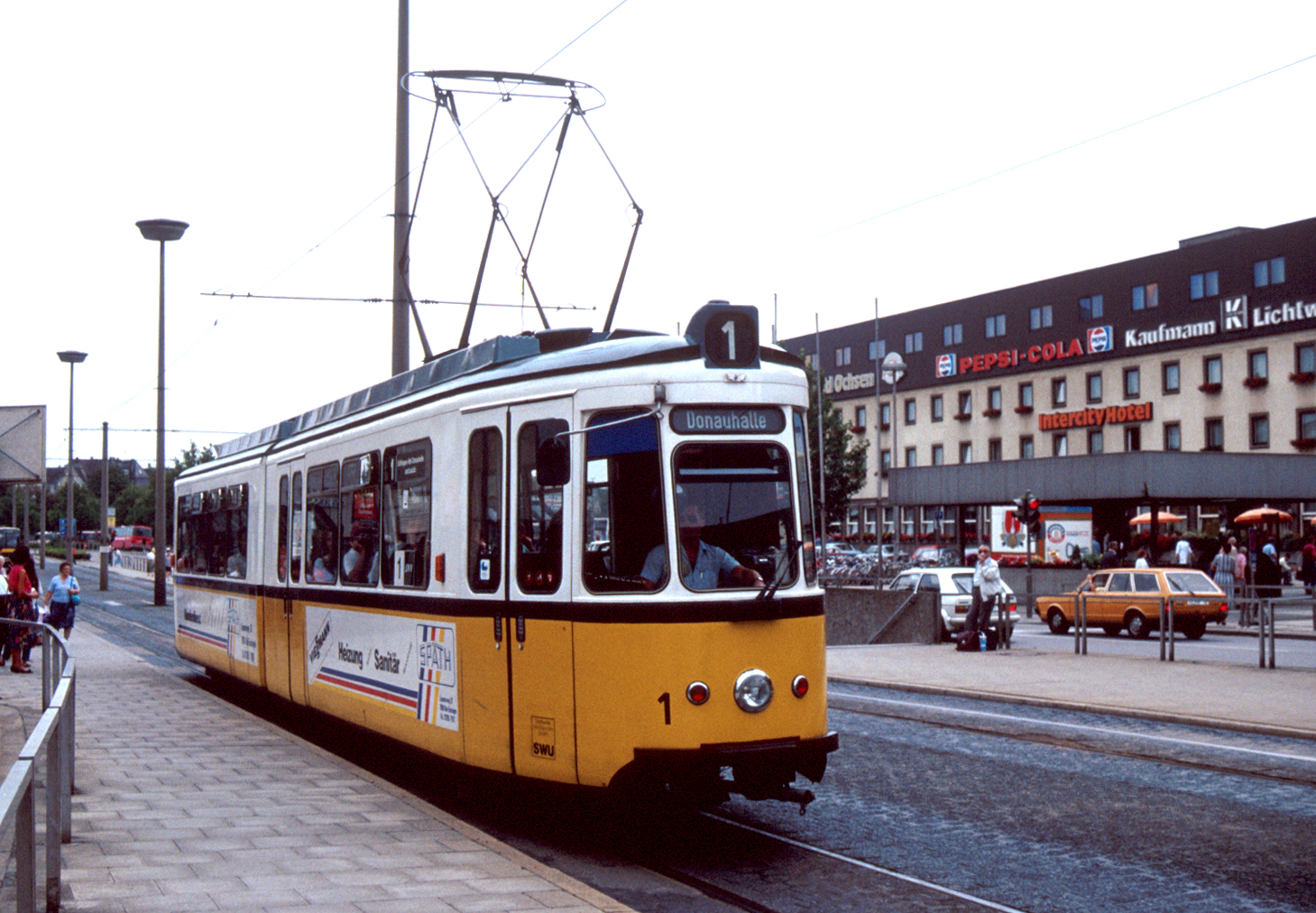
Wagen 1, ein von der Maschinenfabrik Esslingen hergestellter GT4 (ex Stuttgart 671), am Hauptbahnhof

Vor dem Zweiten Weltkrieg beschaffte die Straßenbahn ausschließlich Zweiachser. Die ersten Neuanschaffungen nach dem Krieg waren 1958 zehn vierachsige Großraumwagen vom Typ GRW4. Sie waren die ersten Einrichtungswagen in Ulm, stammten von der Maschinenfabrik Esslingen und waren bis 1988 im Bestand.
Von 1982 bis 1984 beschafften die Stadtwerke Ulm drei gebrauchte Gelenktriebwagen des Typs GT4 von der Straßenbahn Stuttgart, die zuvor bei der Straßenbahn Reutlingen verkehrten und in Stuttgart nie im Einsatz waren. Diese wurden dann nach relativ kurzer Einsatzzeit, im Laufe des Jahres 1988, ausgemustert und verschrottet.
Ab 1986 wurde der Verkehr mit 14 ebenfalls gebraucht aus Stuttgart übernommenen GT4 der Maschinenfabrik Esslingen durchgeführt. Die Wagen erhielten in Ulm die Nummern 1 bis 14. Nach ihrer Zeit in Ulm wurden die Wagen 2003 an die Straßenbahn Arad in Rumänien abgegeben.
Fünf Hochflurwagen blieben als historische Fahrzeuge erhalten:
- Wagen 1: ein von der Maschinenfabrik Esslingen gefertigter Großraumwagen mit Baujahr 1958 als „Gold Ochsen-Bierbähnle“
- Wagen 10: ein 1964 von der Maschinenfabrik Esslingen an Stuttgart ausgelieferter und 1986 nach Ulm verkaufter Gelenktriebwagen
- Wagen 13: ein MAN-Triebwagen mit Baujahr 1906, welcher zwischen 1956 und 2017 als Schleifwagen 22 diente
- Wagen 16: ein Lindner-Triebwagen aus dem Jahr 1910, der ebenfalls als „Gold Ochsen-Bierbähnle“ unterwegs ist
- Wagen 65: ein Beiwagen von Waggonfabrik Fuchs Baujahr 1952, ursprünglich mit Nummer 1330 für Stuttgart gebaut, 1972 an das Hannoversche Straßenbahn-Museum in Wehmingen übergeben, von dort 2011 erworben

Ein weiterer Stuttgarter Beiwagen mit Nummer 1602 (Fuchs, 1956) wurde 2015 von Eschach-Seifertshofen aus dem Schwäbischen Bauern- und Technikmuseum für historische Zwecke erworben, aber noch nicht nach Ulm transportiert. Derzeit steht er im Straßenbahnmuseum Stuttgart.

### Niederflurwagen

#### Combino

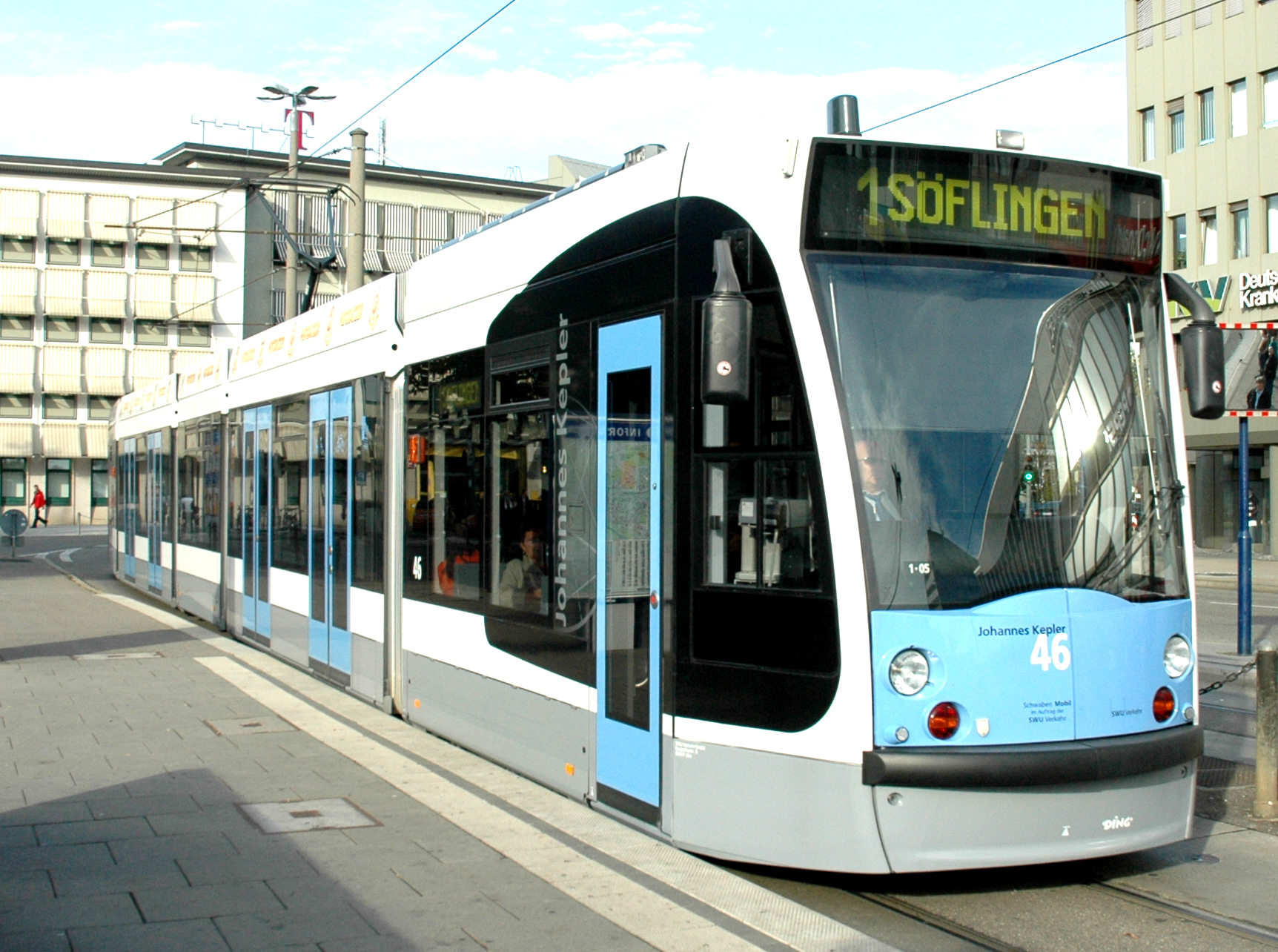
Die Combinos tragen Namen von Ulmer Persönlichkeiten, wie hier Wagen 46 „Johannes Kepler“

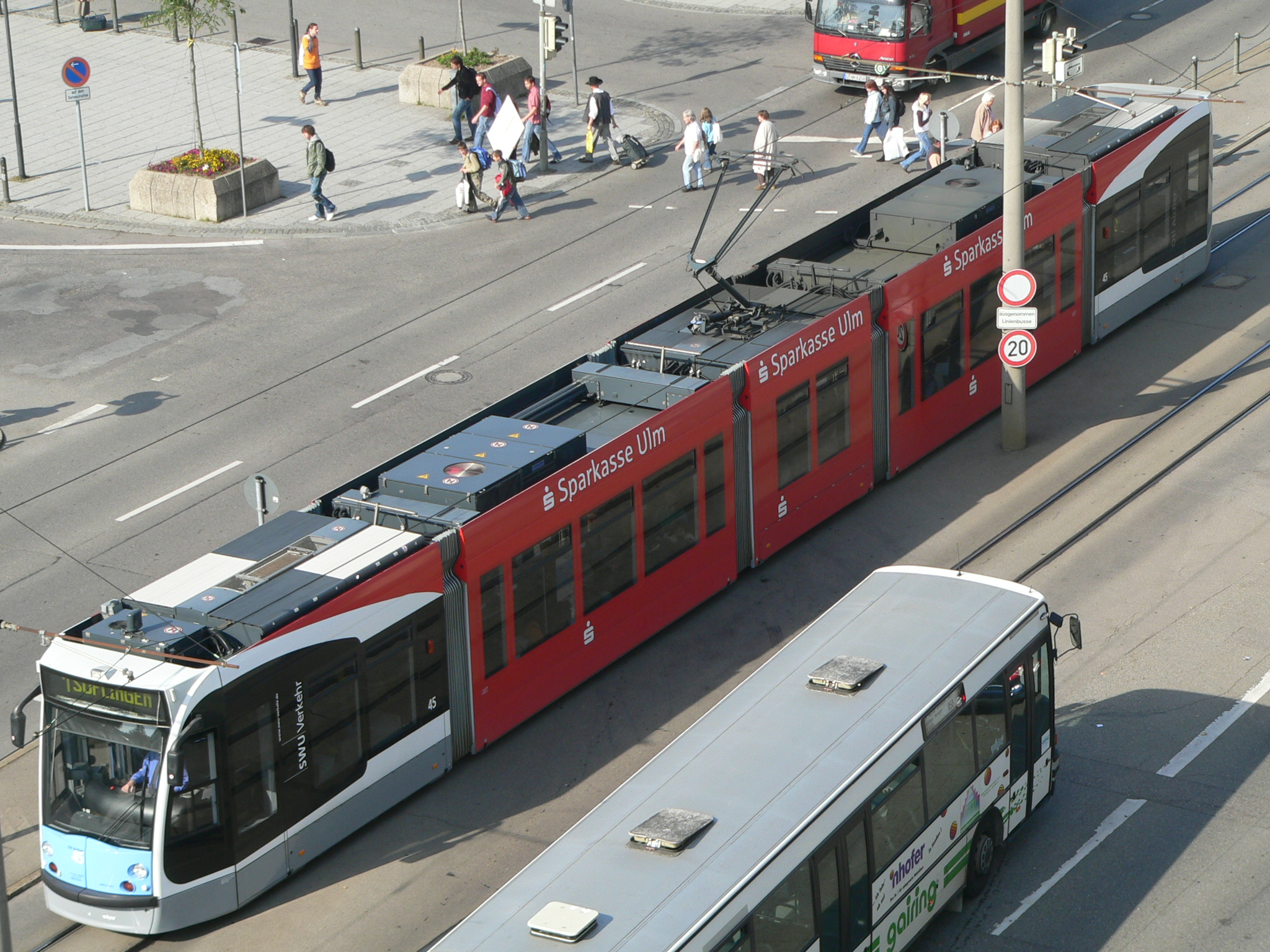
Combino in der Nähe des Ulmer Hauptbahnhofs. Gut zu erkennen ist die auf die Mitte des Wagens beschränkte Werbung.

2003 lieferte Siemens acht Niederflurwagen des Typs Combino NGT 6 UL. Die fünfteiligen Gelenktriebwagen wurden mit den Nummern 41 bis 48 eingereiht. Um die verlängerte Linie 1 nach Böfingen im gewohnten Takt bedienen zu können, wurden 2008 zwei weitere mit den Nummern 49 und 50 beschafft. Diese Option über zwei weitere Fahrzeuge war bereits beim Kauf der ersten acht Wagen vereinbart worden. Die Fahrzeuge tragen als Besonderheit Namen von bekannten und verdienstvollen Ulmer Persönlichkeiten:
| Nummer | Name                                                                                   | Bemerkungen          |
| ------ | -------------------------------------------------------------------------------------- | -------------------- |
| 41     | Albrecht Berblinger (Schneidermeister und Erfinder, „Schneider von Ulm“)               | ausgeliefert 03/2003 |
| 42     | Agathe Streicher (Ärztin)                                                              | ausgeliefert 04/2003 |
| 43     | Albert Einstein (Physiker und Nobelpreisträger)                                        | ausgeliefert 05/2003 |
| 44     | Max Eyth (Ingenieur und Schriftsteller)                                                | ausgeliefert 06/2003 |
| 45     | Otl Aicher (Bildhauer und Grafiker)                                                    | ausgeliefert 06/2003 |
| 46     | Johannes Kepler (Astronom und Mathematiker)                                            | ausgeliefert 06/2003 |
| 47     | Jörg Syrlin (Holzbildhauer, Schreiner und Unternehmer)                                 | ausgeliefert 07/2003 |
| 48     | Sophie Scholl (Studentin und Widerstandskämpferin in der Zeit des Nationalsozialismus) | ausgeliefert 07/2003 |
| 49     | Hans Scholl (Student und Widerstandskämpfer in der Zeit des Nationalsozialismus)       | ausgeliefert 12/2008 |
| 50     | Resi Weglein (deportierte jüdische Krankenschwester im KZ Theresienstadt)              | ausgeliefert 12/2008 |

Sämtliche Combinos der SWU Verkehr GmbH dienen zudem als Werbeträger, wobei jedoch nur die drei mittleren Wagenkästen umgestaltet werden können. Der vordere und hintere Wagenteil trägt das einheitliche Farbschema des Unternehmens, das heißt schwarz-weiß-grau mit hellblauer Bug- und Heckklappe.
Die Combinos sollen ab 2033 durch neue Fahrzeuge ersetzt werden.

#### Avenio M

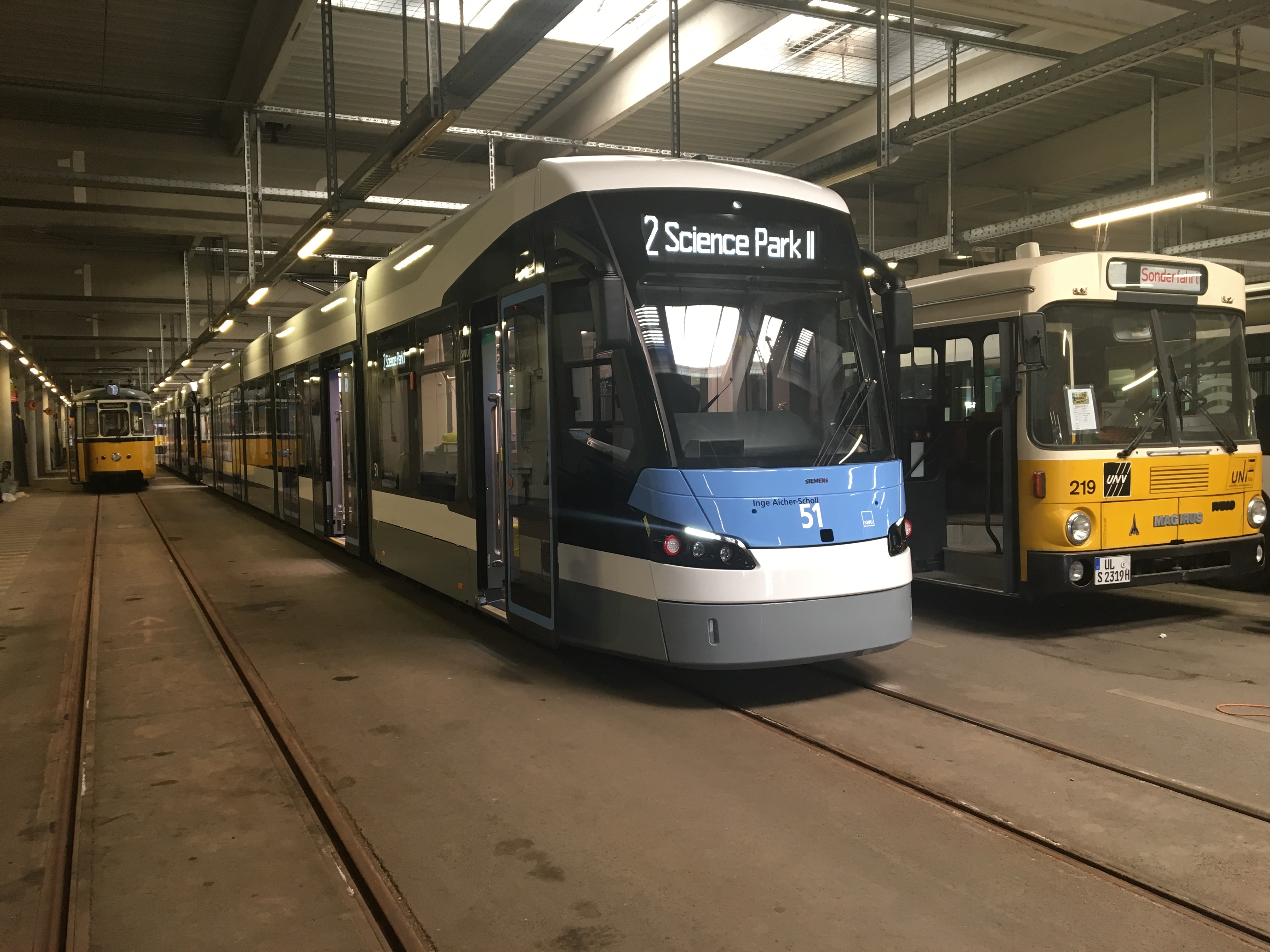
Avenio Wagen 51 in der Wagenhalle

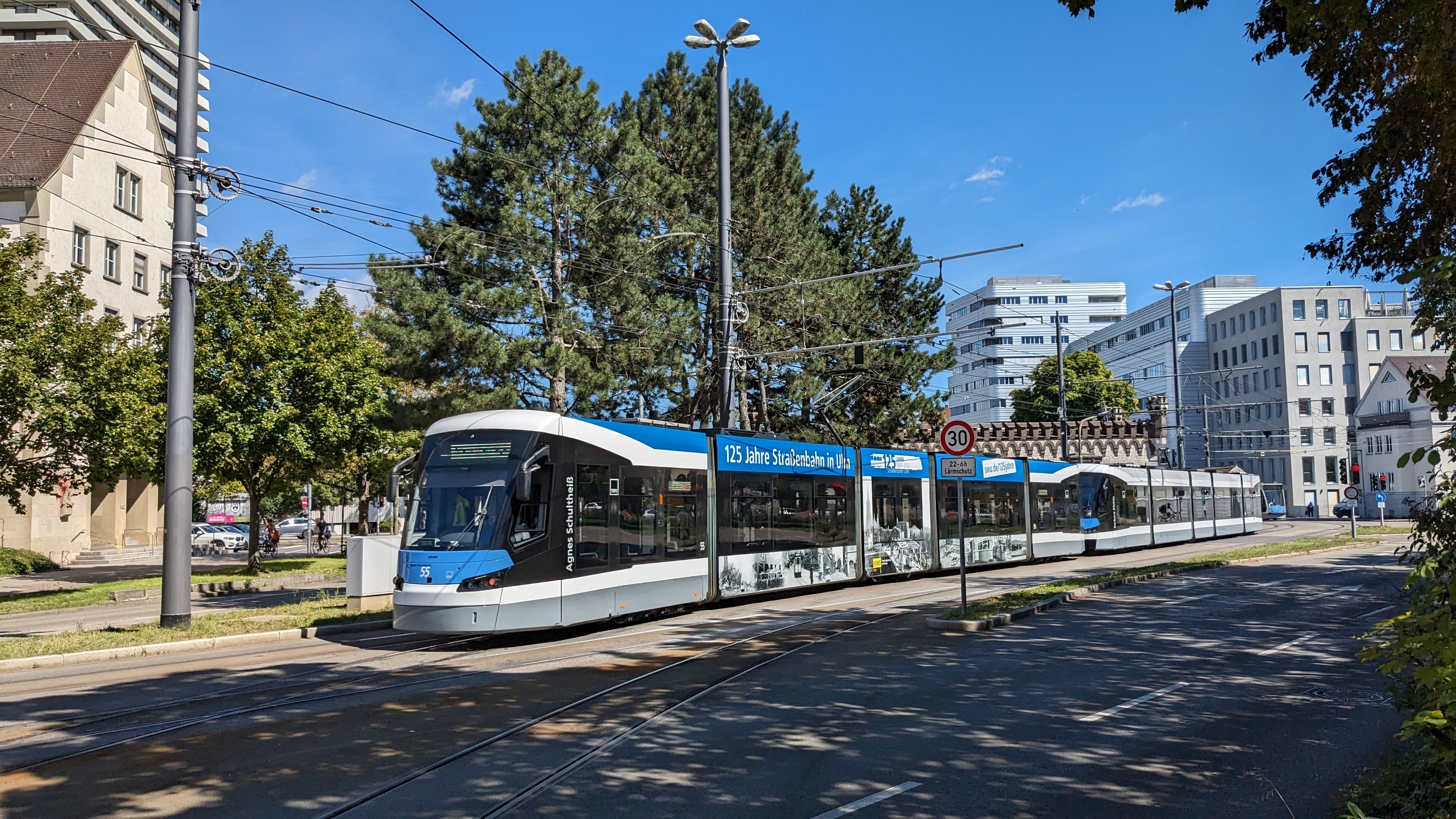
Doppeltraktion zweier Avenio M im Stadionverkehr Kuhberg – Donaustadion am Ehinger Tor (September 2023)

Durch die Linie 2 entstand auch ein Fahrzeugmehrbedarf, weshalb die SWU Verkehr GmbH zwölf Niederflurstraßenbahnwagen international ausgeschrieben hat. Von acht Wettbewerbern gelangten vier ins Hauptverfahren, die Entscheidung fiel zu Gunsten des Combino-Nachfolgetyps Avenio M von Siemens Transportation, welcher in der gewählten Konfiguration das Nachfolgemodell des Combino ist. Die Investitionssumme hierfür belief sich auf rund 31 Millionen Euro, das erste Fahrzeug der neuen Generation wurde am 1. Dezember 2017 ins Prüfcenter Wegberg-Wildenrath überstellt. Dort erfolgte die Inbetriebnahme des Fahrzeuges inklusive aller notwendigen Testfahrten.
Die Auslieferung der Avenio M begann im Frühjahr 2018, analog zu den Combinos wurden sie wie folgt getauft:
| Nummer | Name                                                                              | Bemerkungen                                                  |
| ------ | --------------------------------------------------------------------------------- | ------------------------------------------------------------ |
| 51     | Inge Aicher-Scholl (Kulturschaffende, Gründerin der Ulmer Volkshochschule)        | ausgeliefert 01/2018; Jungfernfahrt am 10. Juni 2018         |
| 52     | Lina Einstein (deportierte Ulmer Jüdin, Cousine von Albert Einstein)              | ausgeliefert 02/2018                                         |
| 53     | Anna Essinger (Reformpädagogin)                                                   | ausgeliefert 04/2018                                         |
| 54     | Felix Fabri (Dominikaner und Schriftsteller, Ulmer Stadtchronist)                 | ausgeliefert 04/2018                                         |
| 55     | Agnes Schultheiß (Pädagogin und Stadträtin)                                       | ausgeliefert 06/2018                                         |
| 56     | Hildegard Knef (Schauspielerin und Chansonsängerin)                               | ausgeliefert 07/2018; Vorführfahrzeug auf der InnoTrans 2018 |
| 57     | Conrad Dietrich Magirus (Feuerwehrpionier, Gründer der Feuerwehr Ulm)             | ausgeliefert 08/2018                                         |
| 58     | Kurt Schumacher (SPD-Politiker)                                                   | ausgeliefert 08/2018                                         |
| 59     | Heinrich Parler der Ältere (Baumeister am Ulmer Münster)                          | ausgeliefert 09/2018                                         |
| 60     | Mathilde Planck (Landtagsabgeordnete)                                             | ausgeliefert 10/2018                                         |
| 61     | „Emmy“ (Emilie) Wechßler (Frauenrechtsaktivistin)                                 | ausgeliefert 10/2018                                         |
| 62     | Alfred Moos (Kaufmann, deportierter Ulmer Jude)                                   | ausgeliefert 11/2018                                         |
| 63     | Johannes Scultetus (Arzt, Anatom und Chirurg)                                     | ausgeliefert 10/2022                                         |
| 64     | Christian Friedrich Daniel Schubart (Dichter, Organist, Komponist und Journalist) | ausgeliefert 10/2022                                         |
| 65     | Heinz Brenner (Widerstandskämpfer in der Zeit des Nationalsozialismus)            | ausgeliefert 11/2022                                         |
| 66     | Barbara Kluntz (Komponistin und Musikpädagogin)                                   | ausgeliefert 12/2022                                         |
| 67     | Heinrich von Wagner (ehemaliger Oberbürgermeister von Ulm)                        | ausgeliefert 02/2023                                         |
| 68     | Ulrich von Ensingen (Ulrich Ensinger, Baumeister am Ulmer Münster)                | ausgeliefert 06/2023                                         |

Bei den neuen Fahrzeugen handelt es sich um fünfteilige Multigelenk-Niederflurwagen mit einer Länge von rund 31,5 Metern. Der Ein- und Ausstieg erfolgt dabei über zwei Einzeltüren an Front und Heck des Wagens und über vier Doppeltüren in Wagenteil 2 und 4.
Die neuen Wagen erhielten analog zu den Combinos das Farbschema in schwarz, weiß, grau und hellblau.
Im Rahmen eines Tages der offenen Tür im Betriebshof wurde der Typ Avenio am 21. April 2018 vorgestellt und der Triebwagen 51 feierlich enthüllt. Vor der Enthüllung wurde durch einen Vertreter der technischen Aufsichtsbehörde auch die Typgenehmigung an die SWU Verkehr GmbH übergeben. Damit hat der Avenio M erstmals weltweit in einem Straßenbahnbetrieb eine Typzulassung erhalten. Am 10. Juni 2018 fand die Jungfernfahrt statt. Hierzu waren zum Tag der offenen Tür am 21. April 2018 100 Fahrkarten zu je zehn Euro erhältlich, seitens der SWU Verkehr GmbH wurde der erlöste Betrag verdoppelt. Der Gesamtbetrag wurde der Aktion 100.000 gespendet, die Menschen in Not in der Region Ulm hilft. Im Rahmen dieser Jungfernfahrt erfolgte der erste Fahrgasteinsatz des Typs Avenio M in Ulm. Nach der weiteren Ausbildung der Fahrer verkehrt der neue Fahrzeugtyp seit Sommer 2018 auch im Linienverkehr, zunächst auf der Linie 1, seit Inbetriebnahme der Neubaustrecke am 8./9. Dezember 2018 auch auf der Linie 2.
Im September 2020 hat der Aufsichtsrat der SWU Verkehr GmbH der Umwandlung der Optionsbestellung der weiteren sechs Triebwagen des Typs Avenio in eine feste Bestellung zugestimmt. Die Auslieferung der Fahrzeuge erfolgte von Oktober 2022 bis Juni 2023. Die Fahrzeuge wurden mit den Nummern 63 bis 68 in den Fuhrpark eingereiht, die Taufnamen wurden bereits zusammen mit denen der ersten Lieferserie ausgewählt und festgelegt. Die Investitionen beliefen sich auf ca. 19 Millionen Euro.
Anfang 2023 wurde beim Hersteller Siemens eine Machbarkeitsstudie in Auftrag gegeben, die die Verlängerung der 18 bestehenden Avenios auf 42,5 m prüfen soll. Die SWU Verkehr GmbH schlug 2024 dem Aufsichtsrat vor, die Fahrzeuge ab 2026 bis 2028 von fünf auf sieben Wagenteile zu verlängern. Die Fahrgastkapazität würde sich so von 185 auf 255 Personen erhöhen.
Am 2. September 2023 fuhren erstmals Avenio M in Doppeltraktion im regulären Linienverkehr. Anlässlich des erhöhten Zuschaueraufkommens durch den Aufstieg des städtischen Fußballvereins SSV Ulm 1846 in die 3. Fußball-Liga führte die SWU Verkehr GmbH zu Heimspielen einen Sonderverkehr zwischen Kuhberg und Donaustadion vor und nach dem Spiel ein. Die mit einem Fußball-Symbol statt einer Liniennummer gekennzeichnete Express-Linie bedient dabei unterwegs nur die Haltestellen Ehinger Tor, Hauptbahnhof, Theater und Willy-Brandt-Platz.

### Dienstfahrzeuge
Für Sondereinsätze steht der Ulmer Straßenbahn der Wagen 17 als Arbeitswagen zur Verfügung. Es handelt sich um einen Schleif- und Schlepptriebwagen, der 2008 im Eigenbau aus zwei 1981 gebauten Düwag-GT8 der Straßenbahn Freiburg im Breisgau entstanden ist.

## Trivia
- Bis ins Jahr 1990 war die Straßenbahn Ulm mit einer Streckenlänge von rund 5,6 Kilometern der kleinste Straßenbahnbetrieb in der Bundesrepublik Deutschland. Mit der Wiedervereinigung erhielt diesen „Titel“ die Straßenbahn Naumburg in Sachsen-Anhalt. Von der einstigen Ringlinie dort wird heute nur noch ein 2,9 Kilometer langes Teilstück betrieben. Das Netz in Ulm wurde 2009 durch die Verlängerung nach Böfingen auf 10,2 Kilometer und 2018 durch die Inbetriebnahme der Linie 2 auf 19,1 Kilometer verlängert.[33]
- Seit Inbetriebnahme der Linie 2 zwischen Kuhberg und Wissenschaftsstadt im Dezember 2018 ist die neu entstandene Haltestelle „Botanischer Garten“ mit 618,7 Metern über Normalhöhennull angeblich die höchstgelegene Haltestelle Deutschlands an einer Straßenbahnstrecke nach Straßenbahn-Bau- und Betriebsordnung. Wenngleich die Höhenangabe laut einer Auskunft der SWU Verkehr GmbH korrekt sei, ist dieser „Rekord“ nicht von offizieller Seite bestätigt.[33]
- Die Anstiege entlang der Böfinger Steige (Linie 1) und auf den Eselsberg (Linie 2) gehören zwar zu den steilsten von Straßenbahnen befahrenen Gleisabschnitten Deutschlands, jedoch können beide nicht den Titel als steilste Straßenbahnstrecke für sich beanspruchen. Die Straßenbahnen in Neunkirchen (Saar) (11 %), Augsburg[44] (−11 %), Remscheid (10,8 %), Mainz (9,5 %) und Würzburg (9,1 %) müssen beziehungsweise mussten deutlich steilere Strecken überwinden. Entgegen der subjektiven Wahrnehmung der Fahrgäste befindet sich der steilste Gleisabschnitt der Straßenbahn Ulm auch nicht auf der Böfinger Steige oder dem Anstieg zur Universität, sondern auf der Stammstrecke zwischen den Haltestellen „Ehinger Tor“ und „Hauptbahnhof“. Dort wird die Strecke zusammen mit der „Neuen Straße“ unter den Eisenbahngleisen des Hauptbahnhofs hindurchgeführt und passiert danach in Fahrtrichtung Hauptbahnhof eine Rampe mit einer Steigung von 8,376 %. Erst als Zweites folgt der Anstieg der Linie 1 nach Böfingen. Auf Höhe der Haltestelle „Alfred-Delp-Weg“ beträgt die Steigung in diesem Abschnitt rund 7,7 %.[33]
- Die Ausführung des Streckenabschnitts der Linie 2 entlang der Albert-Einstein-Allee auf dem Oberen Eselsberg gilt als technisch sehr anspruchsvoll. In diesem Bereich wurde auf einer Länge von 2,5 Kilometern eine so genannte Fahrleitungskompensationsanlage installiert, um die benachbarten Forschungseinrichtungen der Wissenschaftsstadt vor den elektromagnetischen Feldern zu schützen, die von den vorbeifahrenden Straßenbahnzügen erzeugt werden.[33]